# Chiến tranh Hoa Hồng
Chiến tranh Hoa Hồng là một loạt các cuộc nội chiến tranh giành vương vị nước Anh giữa những người ủng hộ hai dòng họ Lancaster và York. Cuộc chiến diễn ra trong các giai đoạn rời rạc khoảng từ 1455 tới 1485. Nguyên nhân của cuộc chiến xuất phát từ những rối ren về xã hội và tài chính theo sau cuộc Chiến tranh Trăm Năm, cộng thêm tình trạng thần kinh bất ổn và nền cai trị yếu mềm của vua Henry VI đã thúc đẩy Công tước xứ York là Richard nổi lên đòi ngôi báu.
Chiến tranh kết thúc với chiến thắng của Bá tước xứ Richmond Henry Tudor, một người thừa kế của nhà Lancaster đã thành lập nên nhà Tudor cai trị nước Anh và xứ Wales trong 117 năm. Sở dĩ cuộc chiến có tên gọi chiến tranh Hoa Hồng là do huy hiệu của hai dòng họ đứng đầu cuộc chiến đều có hình ảnh hoa hồng: hoa hồng trắng của nhà York và hoa hồng đỏ của nhà Lancaster.

## Tổng quan

### Tóm tắt
Henry của Bolingbroke, tức Henry IV, lập nên nhà Lancaster ở Anh vào năm 1399 khi ông lật đổ người anh họ là Richard II. Henry IV và con trai ông là Henry V lần lượt làm vua nước Anh, nhưng khi Henry V qua đời, người thừa kế của ông là Henry VI chỉ là một đứa bé sơ sinh. Henry VI lớn lên trong tình trạng thần kinh không ổn định và hoàn toàn bị lấn át bởi các quyền thần.
Do Henry VI không có khả năng cai trị vương quốc Anh. Richard Plantagenet, Công tước thứ ba của York, lên tiếng đòi ngai vàng. Richard là con cháu của dòng họ Edward, dòng họ cai trị nước Anh trước thời Lancaster và tỏ ra là một lãnh đạo có tài, nắm giữ nhiều trọng trách trong nước. Mặc dù các cuộc đụng độ vũ trang trước đó đã diễn ra giữa những người ủng hộ hai dòng họ York và Lancaster, đến năm 1455 mới nổ ra trận đánh lớn đầu tiên, trận St. Albans lần thứ nhất. Nhiều nhân vật chủ chốt của gia đình Lancaster thiệt mạng, nhưng những người thừa kế tiếp tục cuộc chiến. Hòa bình được tái lập tạm thời, nhưng dòng họ Lancaster, dưới sự lãnh đạo của vương hậu Margeret, tiếp tục thách thức ảnh hưởng của dòng họ York.
Chiến tranh tiếp diễn vào năm 1459. Phe York thua cuộc và bị buộc phải lưu vong, nhưng một trong những người ủng hộ chủ chốt của họ, Bá tước xứ Warwick, Richard Neville, xâm lược nước Anh từ Calais và bắt sống Henry VI trong trận Northampton. Richard Plantagenet xứ York về nước và làm Bảo hộ của nước Anh, nhưng không được thừa kế ngai vàng. Margeret và các thành viên còn lại của nhà Lancaster thu thập tàn quân và củng cố lực lượng ở miền bắc Anh. Khi quân York tiến về miền bắc, Richard xứ York bị giết trong một trận đánh cuối năm 1460. Nhà Lancaster lại tiến về phía nam và giải thoát cho Henry VI trong trận St. Albans lần thứ hai, nhưng không chiếm được London và lại rút về miền bắc.
Sau đó, con trai út của Richard xứ York, Edward IV, lên ngôi, tập hợp lực lượng và giành được một chiến thắng quan trọng trước phe Lancaster trong trận Towton vào đầu năm 1461. Sau khi dẹp tan những cuộc nổi loạn của phe Lancaster, quân York bắt lại được Henry VI vào năm 1464, nhưng Edward bất đồng quan điểm với cận thần quan trọng nhất của ông, Bá tước của Warwick, "Người buôn vua". Ông cũng gây bực tức với nhiều triều thần và cả các thành viên trong gia đình mình khi dành nhiều ưu tiên cho gia đình bên vợ, hoàng hậu Elizabeth Woodville, người ông kết hôn trong bí mật. Warwick định thay Edward bằng cậu em trai George, Công tước của Clarence, rồi sau đó sẽ khôi phục ngai vàng cho Henry VI. Điều này giúp cho Henry VI giành lại quyền kiểm soát trong hai năm 1470 và 1471, trước khi Edward IV giành được thắng lợi hoàn toàn vào năm 1471. Warwick và người thừa kế của dòng họ Lancaster, Edward, Hoàng thân của Wales, chết trong chiến trận và Henry bị xử tử ngay sau đó.
Sau đó là một giai đoạn hòa bình tương đối, nhưng Edward qua đời đột ngột vào năm 1483. Em trai của ông, Richard của Gloucester, cố gắng ngăn cản gia đình Woodville của bà vợ góa của Edward tham gia triều chính khi người kế vị của Edward, Edward V, còn quá nhỏ. Sau đó, Richard cướp luôn ngôi vua với lời giải thích rằng cuộc hôn nhân của Edward IV không được pháp luật thừa nhận. Henry Tudor, một người họ hàng xa của nhà Lancaster, khởi binh chống lại Richard, đánh bại ông ở Bosworth năm 1485. Những người ủng hộ dòng họ York thừa dịp bất ổn nội bộ của nhà Lancaster lại nổi dậy năm 1487 và Henry Tudor đưa quân dẹp loạn trong những trận đánh cuối cùng. Hầu hết thành viên có quyền thừa kế của gia đình York đều bị bắt, nhưng các nhóm nổi loạn lẻ tẻ vẫn hoạt động cho tới khi một người tự xưng là Perkin Warbeck, người thừa kế xa của nhà York, bị xử tử vào năm 1499.

### Tên gọi và biểu tượng

Biểu tượng hoa hồng trắng của nhà York

Biểu tượng hoa hồng đỏ của nhà Lancaster

Tên gọi Chiến tranh Hoa Hồng chỉ được sử dụng sau này dựa trên gia huy của hai dòng họ hoàng gia, hoa hồng trắng đại diện cho nhà York và hoa hồng đỏ đại diện cho nhà Lancaster. Tên gọi cuộc chiến trở nên phổ biến từ thế kỷ 19 sau khi Sir Walter Scott cho xuất bản cuốn sách Anne of Geierstein. Scott đặt tên cho cuộc chiến dựa theo một hồi trong vở kịch dã sử Henry VI của William Shakespeare.
Mặc dù các biểu tượng hoa hồng cũng được sử dụng trong cuộc chiến, hầu hết những tướng lĩnh trực tiếp tham chiến có gia huy riêng dựa trên lãnh địa phong kiến và dòng tộc của họ. Chẳng hạn, lực lượng của Henry VI ở Bosworth chiến đấu dưới lá cờ có hình rồng đỏ, còn quân đội của York sử dụng biểu tượng cá nhân của Richard III, một con lợn rừng màu trắng. Tuy nhiên, biểu tượng hoa hồng có tầm quan trọng lớn nhất và vào cuối cuộc chiến, vua Henry VII đã hợp nhất hai biểu tượng thành một đóa hồng vừa có màu đỏ vừa có màu trắng, hoa hồng Tudor.
Tên và biểu tượng của hai dòng họ cũng rất ít liên quan đến những thành phố York và Lancaster, hay các địa hạt Yorkshire và Lancashire ở Anh ngày nay, dù các trận cricket và bóng bầu dục giữa hai đội đại diện cho hai thành phố vẫn được gọi là Cuộc chiến Hoa Hồng. Trên thực tế, các vùng lãnh địa của Công tước xứ Lancaster nằm chủ yếu ở Gloucestershire, bắc Wales và Cheshire, trong khi đất phong và lãnh địa của Công tước xứ York (và của bá tước xứ March mà Richard xứ York được thừa kế) trải rộng khắp nước Anh, tập trung nhất tại vùng March xứ Wales.

### Quân đội và các bên tham chiến

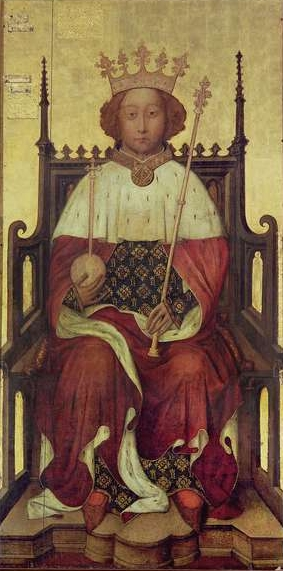
Richard II (tranh vẽ khoảng 1390)

Các lực lượng tham chiến chủ yếu trong Chiến tranh Hoa Hồng là quân đội của những lãnh chúa phong kiến và các dòng họ quý tộc Anh. Những người ủng hộ cho hai bên York và Lancaster chủ yếu dựa vào quan hệ dòng tộc, hôn nhân trong giới quý tộc hoặc các quyền lợi về đất đai. Hệ thống phân phong không chính thức cũng là một trong những nguyên nhân dẫn đến cuộc chiến. Theo đó, các quý tộc nhiều quyền lực cam kết sự bảo hộ với những ai chấp nhận đi theo lá cờ của họ, cũng như trả tiền cho binh lính từ đất phong của mình. Vua nước Anh do đó, không có thực quyền với những quý tộc lãnh chúa và ngai vàng có thể bị đe dọa một cách khá dễ dàng. Do những mâu thuẫn gia đình, dòng họ, lợi ích về đất phong, tham vọng quyền lực, các quý tộc cũng có thể dễ dàng trở mặt và một số trận đánh được định đoạt chỉ do sự phản bội của các lực lượng tham chiến ở cả hai bên.
Quân đội thời bấy giờ chủ yếu là những người gia thần của các quý tộc, với hai quân chủng chủ yếu là lính bắn cung và bộ binh dùng giáo. Cũng có các binh chủng sử dụng súng và pháo, nhưng rất hạn chế. Kỵ binh chỉ được sử dụng ở mức dùng làm quân do thám hoặc các toán trinh sát. Gần như toàn bộ lực lượng tham chiến là bộ binh.

## Bối cảnh

### Tranh cãi quyền thừa kế

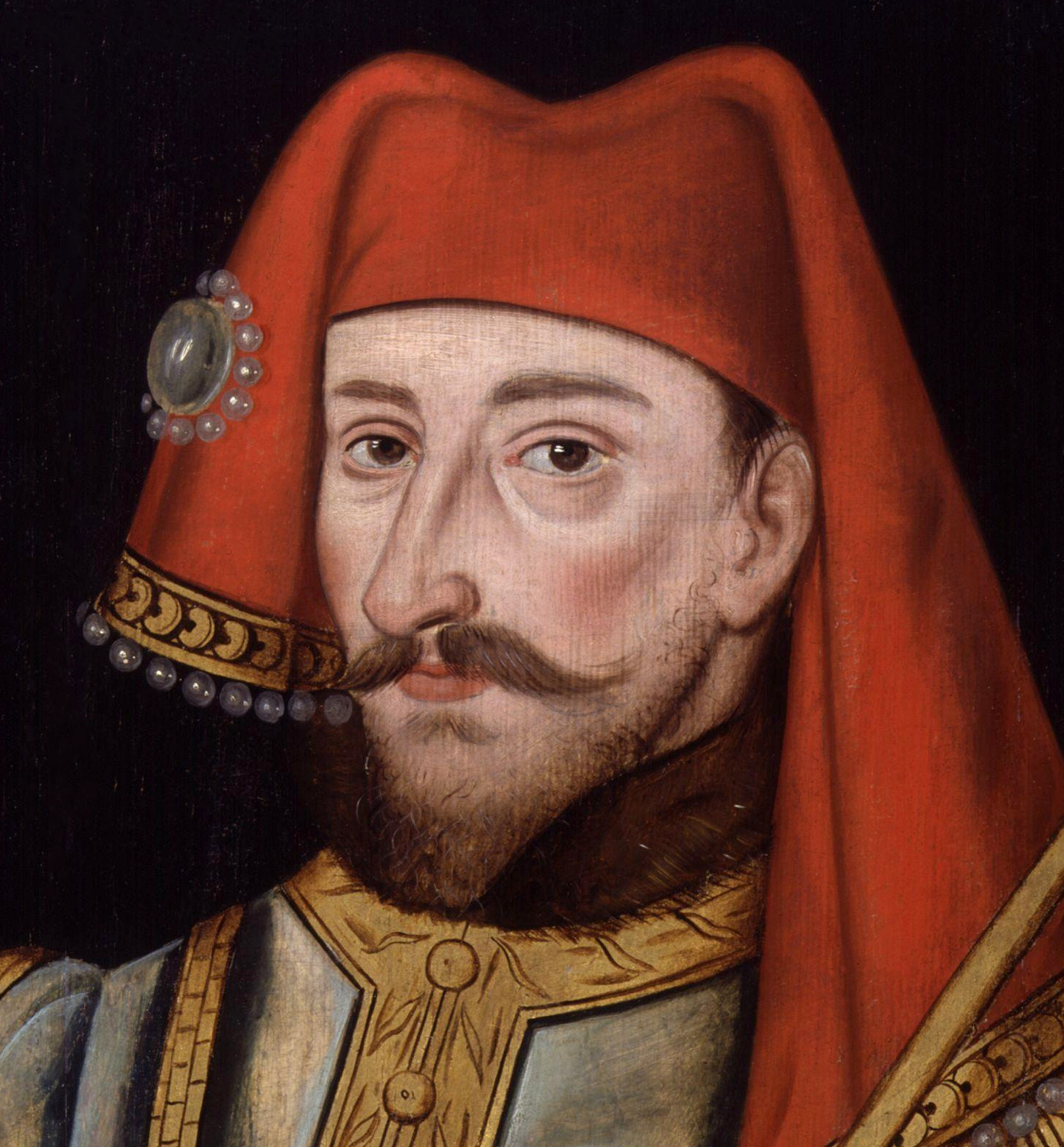
Henry IV

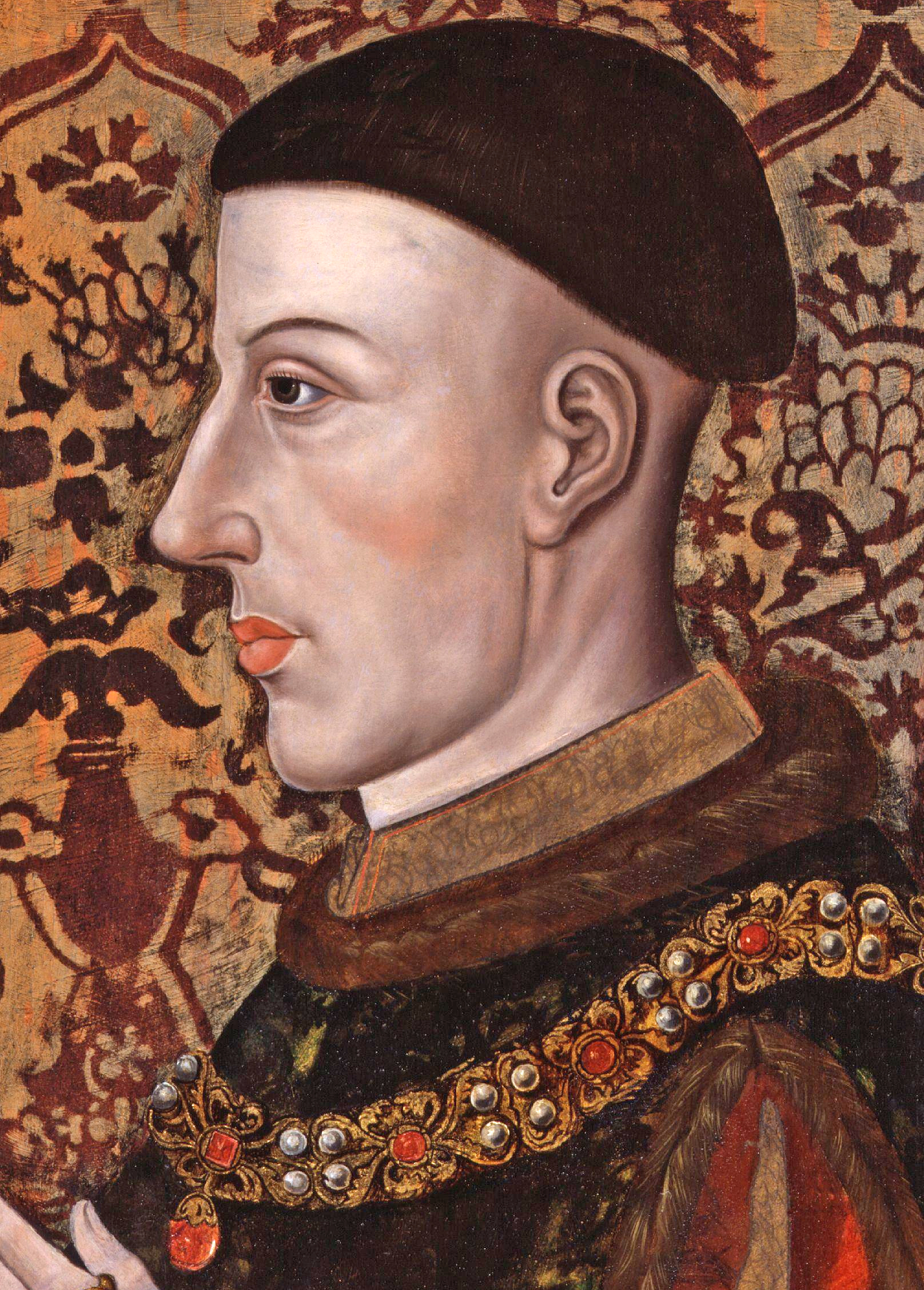
Henry V

Mối kình địch giữa hai dòng họ bắt đầu sau khi vua Richard II bị người em họ Henry Bolingbroke, Công tước của Lancaster, lật đổ vào năm 1399. Chính quyền của Richard II rất mất lòng dân và Bolingbroke, trở về Anh sau giai đoạn lưu vong ở nước ngoài, lúc đầu chỉ muốn lấy lại tước hiệu Công tước xứ Lancaster. Nhưng nhận được sự ủng hộ của hầu hết các quý tộc, Bolingbroke lật đổ Richard II và lên ngôi với vương hiệu Henry IV. Tuy nhiên, so với một ứng cử viên khác cho ngai vàng, John của Gaunt, con trai thứ ba của vua Edward III, Bolingbroke ở quá xa chi trưởng của dòng họ được thừa kế. Theo đúng luật thừa kế, ngai vàng lẽ ra phải được trao cho một trong những con trai của Lionel của Antwerp, Công tước của Clarence, con trai thứ hai của Edward III. Trên thực tế, Richard II, không có con, cũng đã phong Roger Mortimer, Bá tước thứ tư của March và là cháu trai của Lionel, làm thái tử. Tuy nhiên, Mortimer qua đời một năm trước đó và trước khi Bolingbroke về nước, các quý tộc đã dự định đưa con trai nhỏ của Mortimer, Edmund, lên thừa kế ngai vàng. Trong vài năm nắm giữ ngai vàng, Henry IV phải đối phó với một số cuộc nổi dậy dưới danh nghĩa cần vương cho Mortimer và con trai ở xứ Wales, Chesire và Northumberland. Tất cả các cuộc nổi dậy đều bị đàn áp, dù chính quyền trung ương gặp không ít khó khăn.
Henry IV băng hà năm 1413. Con trai và người thừa kế của ông, Henry V, được thừa kế một quốc gia tương đối hòa bình. Henry V tỏ ra là một chiến binh can trường. Quân đội của ông đã đánh tan quân Pháp trong cuộc Chiến tranh Trăm năm, giúp ông giành được uy tín lớn trong nước và củng cố ngai vàng cho dòng họ Lancaster. Trong thời kỳ trị vì khá ngắn ngủi của Henry V, ông phải đối phó với âm mưu Southampton, một mưu đồ lật đổ ông. Người thực hiện âm mưu này là Richard, Bá tước của Cambridge, con trai của Edmund của Langley, con trai thứ tư của Edward III. Âm mưu thất bại và Cambridge bị xử tử năm 1415. Vợ của Cambridge, Anne Mortimer, cũng muốn giành ngai vàng do bà là con gái của Roger Mortimer và là hậu duệ của Lionel của Antwerp. Anh trai Edmund của bà, một người ủng hộ Henry V nhiệt thành, qua đời khi chưa có con, nên bà trở thành người thừa kế gần nhất trong dòng hoàng tộc chính thống.
Richard, con trai của Cambridge và Anne Mortimer, mới bốn tuổi khi cha bị hành quyết. Richard được thừa kế tước hiệu Công tước xứ York từ người anh của Cambridge, Edward của Norwich, Công tước thứ hai của York, chết trận khi chiến đấu cùng Henry V ở trận Agincourt. Mặc dù Cambridge tạo phản, Henry V vẫn cho phép Richard thừa kế tước hiệu và phần đất phong của người bác quá cố, qua đời mà không có người thừa kế. Lúc đó, Henry V, còn có ba người em trai, đang ở độ tuổi đẹp nhất và vừa kết hôn, tin tưởng chắc chắn vào khả năng nhà Lancaster sẽ bảo vệ được ngai vàng. Tuy nhiên, sau khi ông qua đời, con trai duy nhất của ông gặp các vấn đề thần kinh, không đủ sức cai trị, trong khi những người em trai không nhận được sự ủng hộ để thừa kế ngai vàng. Tất yếu, Richard của York trở thành một ứng cử viên hàng đầu cho ngai vàng nước Anh.

### Henry VI
Henry V đột ngột qua đời năm 1422 và con trai ông, Henry VI của Anh, nối ngôi khi là một đứa bé sơ sinh mới chín tháng tuổi. Sau cái chết của người chú, John, Công tước của Bedford năm 1435, các triều thần bên cạnh Henry VI không còn ai đáng tin cậy. Những người nhiều ảnh hưởng nhất là Humphrey, Công tước của Gloucester, một người chú khác của nhà vua, Hồng y Beaufort và William de la Pole, Công tước thứ nhất của Suffolk. Tuy nhiên, uy tín của họ suy giảm do những thất bại trong cuộc Chiến tranh Trăm năm tiếp diễn với người Pháp. Trong thời của Henry VI, nước Anh lần lượt để mất cho Pháp nhiều vùng lãnh thổ, bao gồm cả phần đất mà Henry V giành được trước kia.
Nội bộ triều đình cũng chia rẽ. Suffolk bắt giam Humphrey của Gloucester với cáo buộc ông này phạm tội khi quân. Humphrey chết trong ngục khi đang chờ xét xử ở Bury St Edmunds năm 1447. Một số sử gia cho rằng Chiến tranh Hoa Hồng bắt đầu từ cái chết của Humphrey. Tuy nhiên, sau những thất bại ở Pháp, chính Suffolk cũng buộc phải từ chức và bị sát hại khi trên đường đi lưu vong. Edmund Beaufort, Công tước thứ hai của Somerset, thừa kế quyền hành của Suffolk trong triều và tìm kiếm hòa bình với Pháp. Tuy nhiên, Richard, Công tước của York, đang làm tư lệnh quân đội Anh ở Pháp, muốn tiếp tục cuộc chiến và chỉ trích triều đình, đặc biệt là Somerset, hèn nhát, tham nhũng và ăn chặn tiền của quân đội đang chiến đấu ở Pháp. Trong tất cả những biến động này, Henry VI hầu như không có vai trò gì. Ông tỏ ra là một vị vua yếu ớt, không chút ảnh hưởng. Hơn nữa, Henry VI còn bị bệnh thần kinh có thể do di truyền từ ông ngoại là vua Charles VI của Pháp. Đến năm 1450, rất nhiều quý tộc cho rằng Henry VI không thể hoàn thành nhiệm vụ trên ngai vàng.

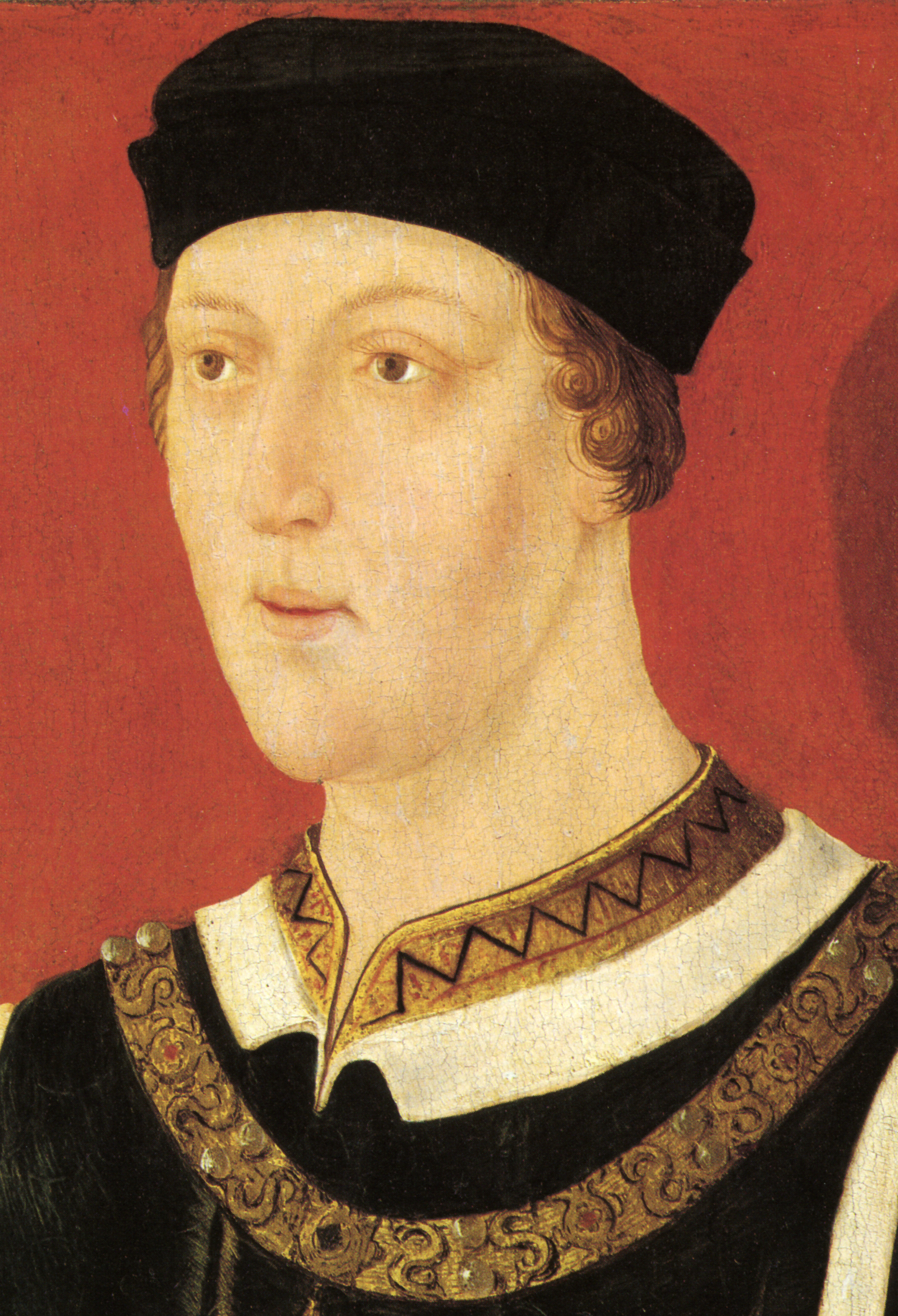
Henry VI

Năm 1450, một cuộc nổi loạn xảy ra ở Kent do Jack Cade lãnh đạo. Triều đình và bản thân nhà vua bị chỉ trích vì không thể bảo vệ tài sản của nhiều tầng lớp, cả thường dân và quý tộc, trước sự cướp bóc của quân nổi loạn. Quân nổi loạn thậm chí chiếm được một phần London, nhưng người dân ở đó tổ chức các nhóm tự vệ và đẩy lui các cuộc cướp bóc. Quân nổi loạn sau đó tự giải tán khi một số thành viên hàng đầu được chính quyền ân xá, bao gồm cả Cade (nhưng sau này Cade vẫn bị xử tử).
Hai năm sau, Richard của York trở lại Anh khi đang làm tư lệnh quân đội Anh ở Ireland. Ông dẫn quân về London và đòi Somerset phải cải tổ toàn bộ triều đình. Các quý tộc không ủng hộ sự thay đổi đó và York buộc phải mang quân về trình diện tại Blackheath. Ông bị bắt giam trong hai năm 1452 và 1453 nhưng được thả ra sau khi đã thề sẽ không chống lại triều đình.
Tình hình trị an trên cả nước tiếp tục phức tạp khi các gia tộc phong kiến tranh giành lãnh địa và ảnh hưởng, hoàn toàn coi thường quyền lực của chính quyền trung ương. Nhiều cuộc xung đột vũ trang quy mô lớn diễn ra giữa những gia đình này, như các cuộc chiến giữa nhà Percy và nhà Neville ở Northumberland, giữa nhà Courtenay và nhà Bonville ở Cornwall và Devon. Nhiều binh lính Anh được giải ngũ sau cuộc chiến tranh thất bại ở Pháp trở về nhà tham gia vào những cuộc chiến này. Các lãnh chúa địa phương dần xây dựng quân đội riêng cho họ. Tình trạng tham nhũng và bất lực của chính quyền Henry VI càng khiến các điều kiện cho một cuộc nội chiến thêm chín muồi. Những nhân vật quyền lực nhất trong triều bây giờ là Somerset và các thành viên khác của dòng họ Lancaster được Henry VI phong đất một cách bừa bãi.
Năm 1453, bệnh tình của Henry VI thêm trầm trọng, ông thậm chí không nhận ra được con trai mới sinh của mình, Edward. Một hội đồng nhiếp chính được thành lập do chính Richard, Công tước của York, người được lòng dân nhất trong triều đình, đứng đầu. York dần dần củng cố lại quyền lực của ông, bắt giam Somerset và ủng hộ gia đình Neville trong cuộc chiến với nhà Percy tranh giành lãnh địa Northumberland. Neville, Bá tước của Salisbury là anh rể của York, trong khi Percy, Bá tước của Northumberland, là một người ủng hộ nhiệt thành dòng họ Lancaster (dẫu vậy, đến lúc này, York vẫn chưa có dấu hiệu gì cho thấy ông muốn tranh chấp ngai vàng). Tuy nhiên, Henry VI bình phục năm 1455 và phe Lancaster lại chiếm ưu thế trong triều, lần này dưới sự lãnh đạo của vương hậu Margeret, người lãnh đạo trên thực tế của nhà Lancaster. Margeret tập hợp các quý tộc khác trong triều và loại Richard của York khỏi vị trí đứng đầu hội đồng nhiếp chính. Tranh chấp quyền hành bùng phát thành xung đột vũ trang vào năm 1455.

## Diễn biến

### Từ trận St Albans lần thứ nhất đến trận Towton

#### Trận St Albans lần thứ nhất và Ngày Yêu thương

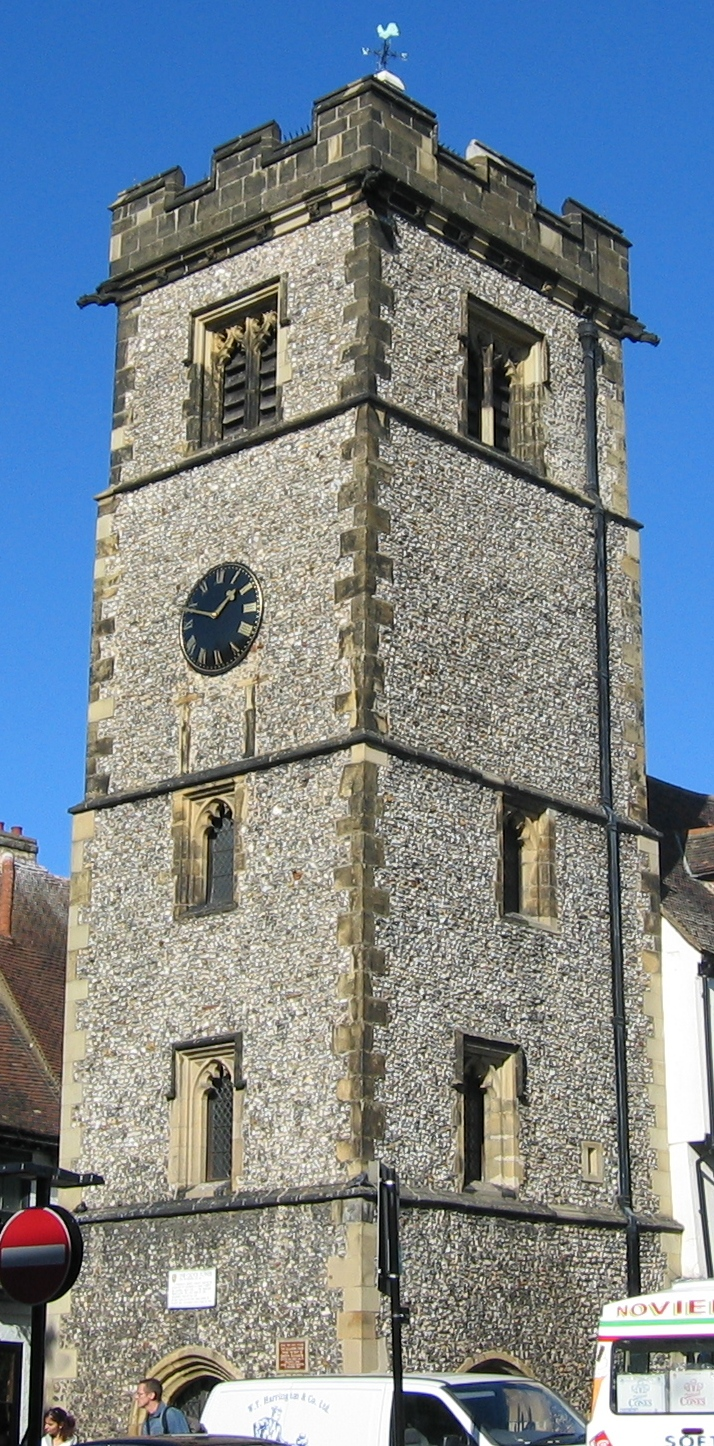
Một tòa tháp canh từ thế kỷ 15 ở St Albans

Richard, Công tước của York, đưa một lực lượng nhỏ tiến tới London và chạm trán với lực lượng của Henry VI tại St Albans, phía bắc London, vào ngày 22 tháng 5 năm 1455. Trận St Albans lần thứ nhất, một trận đánh nhỏ, nổ ra và là lần xung đột vũ trang đầu tiên của cuộc nội chiến. Mục tiêu của Richard chưa phải là ngai vàng nước Anh, mà chỉ là loại bỏ các triều thần của Henry VI. Trận chiến kết thúc với thất bại cho nhà Lancaster. Một số lãnh đạo quan trọng của họ, bao gồm Somerset và Northumberland, thiệt mạng. Sau trận đánh, quân đội York tìm thấy vua Henry VI im lặng ngồi trong lều của mình. Nhà vua đã bị triều thần của ông bỏ rơi và chứng thần kinh lại tái phát. York và các đồng minh của ông lấy lại ảnh hưởng tại triều đình. Henry VI chỉ định York làm nhiếp chính và Margeret không được tham gia triều chính, mà chỉ chăm sóc nhà vua.
Lúc đầu, cả hai phía bị sốc vì xung đột vũ trang đã thật sự diễn ra và cố gắng hết sức thu xếp các bất đồng. Nhưng mâu thuẫn lại nhanh chóng nảy sinh vì vấn đề cơ bản: ai sẽ thừa kế ngai vàng nước Anh, Richard, Công tước xứ York hay Edward, con trai sơ sinh của Henry VI và Margeret Anjou. Margeret không chấp nhận bất cứ giải pháp nào yêu cầu con trai bà từ bỏ quyền thừa kế và chỉ cam chịu thế hạ phong chừng nào mà Công tước xứ York và các đồng minh của ông vẫn chiếm ưu thế về quân sự.
Tháng 2 năm 1456, Henry VI bình phục và cách chức nhiếp chính của York. Mùa thu năm đó, Henry có chuyến đi đến miền trung nước Anh, nơi vua và hoàng hậu nhận được nhiều sự ủng hộ nhất. Sau đó, Margeret không cho nhà vua trở về London vì tình hình trật tự hỗn loạn do các lái buôn nổi giận với tình trạng thương mại sụt giảm trầm trọng. Henry VI dời địa điểm thiết triều về Coventry. Khi đó, Công tước mới của Somerset (kế vị Somerset đã tử trận ở St. Albans) là triều thần số một của Henry VI. Margeret thuyết phục nhà vua hủy bỏ vai trò nhiếp chính của York. Ông đành trở lại làm tổng tư lệnh quân Anh tại Ireland.
Tình hình trị an ở thủ đô và miền bắc Anh trở nên rối loạn vì một số nguyên nhân: cuộc chiến tiếp diễn giữa hai dòng họ Neville và Percy và các đoàn tàu chiến của Pháp cướp bóc dọc theo bờ biển phía nam gia tăng. Tuy nhiên, vua và hoàng hậu vẫn không chịu về thủ đô. Tại London, một đồng minh của York, Warwick (người sau này được gọi là "Người buôn vua") lợi dụng sự vắng mặt của vua và hoàng hậu để củng cố uy tín cá nhân với giới thương gia.
Mùa xuân năm 1458, Thomas Bourchier, Tổng giám mục Canterbury, đứng ra dàn xếp thỏa thuận ngừng bắn. Các lãnh chúa phong kiến tập hợp ở London trong một cuộc họp đại hội đồng và thành phố tràn ngập lính vũ trang của các dòng họ. Tổng giám mục Canterbury thu xếp được một thỏa thuận yêu cầu các dòng họ ngừng cuộc chiến đẫm máu kéo dài sau trận St Albans lần thứ nhất. Sau đó, ngày 25 tháng 3 năm 1458, hoàng gia tổ chức Ngày Yêu thương. Trong ngày đó, nhà vua dẫn đầu một đoàn người vào nhà thờ St Paul. Các quý tộc của hai gia đình Lancaster và York, tay trong tay, bước theo sau ông. Nhưng rồi những ảo tưởng hòa bình tan biến và các âm mưu lại bắt đầu.

#### Chiến tranh tiếp diễn, 1459-1460 và Luật thỏa hiệp

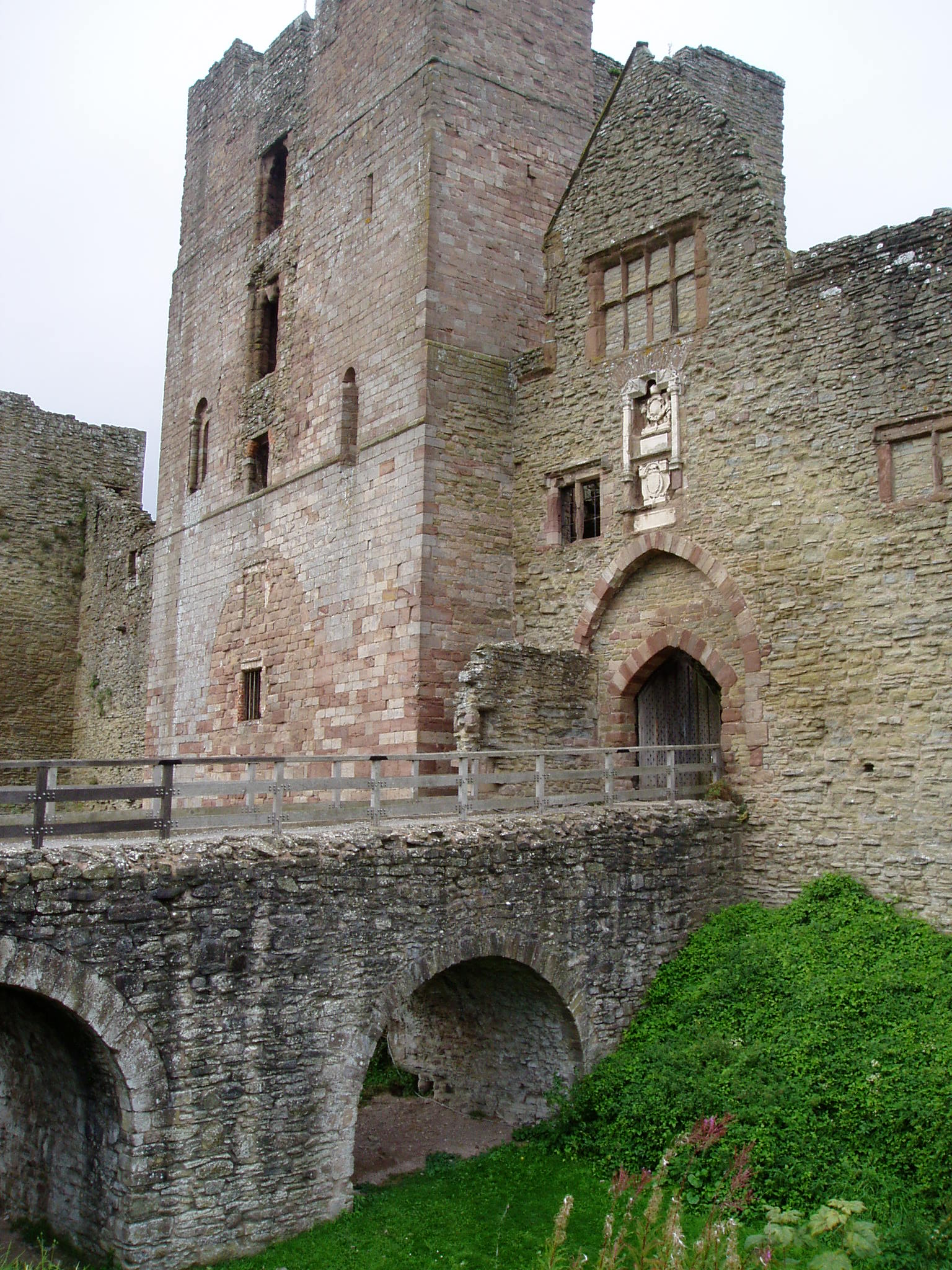
Lâu đài Ludlow ở nam Shropshire

Năm 1459, York trở về Anh từ Ireland mà chưa được phép của nhà vua, tình trạng căng thẳng lại tiếp diễn. York gọi các lãnh đạo dòng họ Neville đến gặp ông tại tổng hành dinh của phe York ở lâu đài Ludlow vùng March xứ Wales. Ngày 23 tháng 9 năm 1459, trong trận Blore Heath ở Staffordshire, quân đội nhà Lancaster không thể ngăn được Salisbury nhà Neville đưa quân từ lâu đài Middleham ở Yorkshire tới Ludlow. Không lâu sau đó, liên quân của York đụng độ với một lực lượng lớn hơn hẳn của nhà Lancaster trong trận Ludford Bridge. Một đạo quân của Warwick đóng ở Calais do Andrew Trollope chỉ huy trở giáo quy hàng nhà Lancaster khiến quân York thua trận và buộc phải tháo chạy. York trở lại Ireland. Còn Edward, Bá tước của March (con trai đầu của York), Salisbury cùng Warwick chạy sang Calais.
Nhà Lancaster lại kiểm soát hoàn toàn triều đình. York và những người ủng hộ bị tuyên bố phạm tội khi quân. Somerset được chỉ định làm Thống đốc xứ Calais và được cử đi đóng quân ở những pháo đài có vai trò sống còn bên kia eo biển Anh. Tuy nhiên, nỗ lực đè bẹp Warwick trên đất Pháp của Somerset không thành công. Warwick chống trả Somerset quyết liệt và dần dần có thể tổ chức những cuộc đột kích vào bờ biển Anh từ Calais. Bị khép tội khi quân, York và những người ủng hộ không còn cách nào khác để bảo tồn mạng sống ngoài việc lật đổ bằng được Henry VI hoặc buộc ông khôi phục tước vị cho họ, bằng vũ lực. Warwick đi đường biển tới Ireland để gặp York và lên kế hoạch tấn công nước Anh. Trên đường đi, ông đã phải tránh né các tàu tuần tra của Henry VI do Henry Holland, Công tước thứ ba của Exeter chỉ huy.
Cuối tháng 6 năm 1460, Warwick, Salisbury và Edward của March vượt eo biển Anh và nhanh chóng thiết lập được căn cứ tại Kent và London, nơi họ nhận được nhiều sự ủng hộ. Được một linh mục dẫn đường, họ tiến về phía bắc. Henry VI bèn đưa quân về phía nam, để Margeret và hoàng thân Edward ở lại giữ miền bắc. Trong trận Northampton ngày 10 tháng 7 năm 1460, quân York do Warwick chỉ huy đánh bại quân Lancaster do phía nhà vua có người phản bội. Lần thứ hai trong cuộc nội chiến, những người York lại tìm thấy vua Henry VI bị bỏ lại một mình trong lều của ông. Sau khi bắt được nhà vua, quân York trở về London.
Nhờ các chiến thắng quân sự ở miền nam, York tự tin rời Ireland. Ông và vợ, Cecily Neville, đáp tàu ở miền bắc Wales và vào London. York định tiến hành lễ đăng quang, giải tán nghị viện và lên ngôi hoàng đế. Tuy nhiên, tuyên bố của ông gặp phải sự im lặng đầy bối rối từ các quý tộc ủng hộ dòng họ York. Hầu hết các lãnh chúa quý tộc, thậm chí cả Warwick và Salisbury, đều bị sốc trước tham vọng của York và chưa sẵn sàng phế truất vua Henry VI. Họ chỉ mới dừng lại ở việc yêu cầu nhà vua loại bỏ các triều thần của ông.
Ngày hôm sau, York trình bày những mối quan hệ dòng tộc để khẳng định lại mong muốn lên ngôi của ông là thích đáng, bởi ông là hậu duệ của Lionel của Antwerp. Lần này các quý tộc tỏ ra thông cảm hơn, nhưng khi bỏ phiếu, đa số vẫn cho rằng Henry VI phải tiếp tục giữ ngai vàng. Một thỏa thuận nhượng bộ đạt được vào tháng 10 năm 1460 với Luật thỏa hiệp theo đó quy định Henry VI tiếp tục là vua nước Anh, nhưng York sẽ là người thừa kế, tước quyền thừa kế của đứa con trai sáu tuổi của Henry, Edward. York chấp nhận sự nhượng bộ này, bởi lẽ nó còn cho phép ông làm nhiếp chính và là người cai trị nước Anh, trong khi Henry chỉ là bù nhìn.

#### Nhà Lancaster phản công

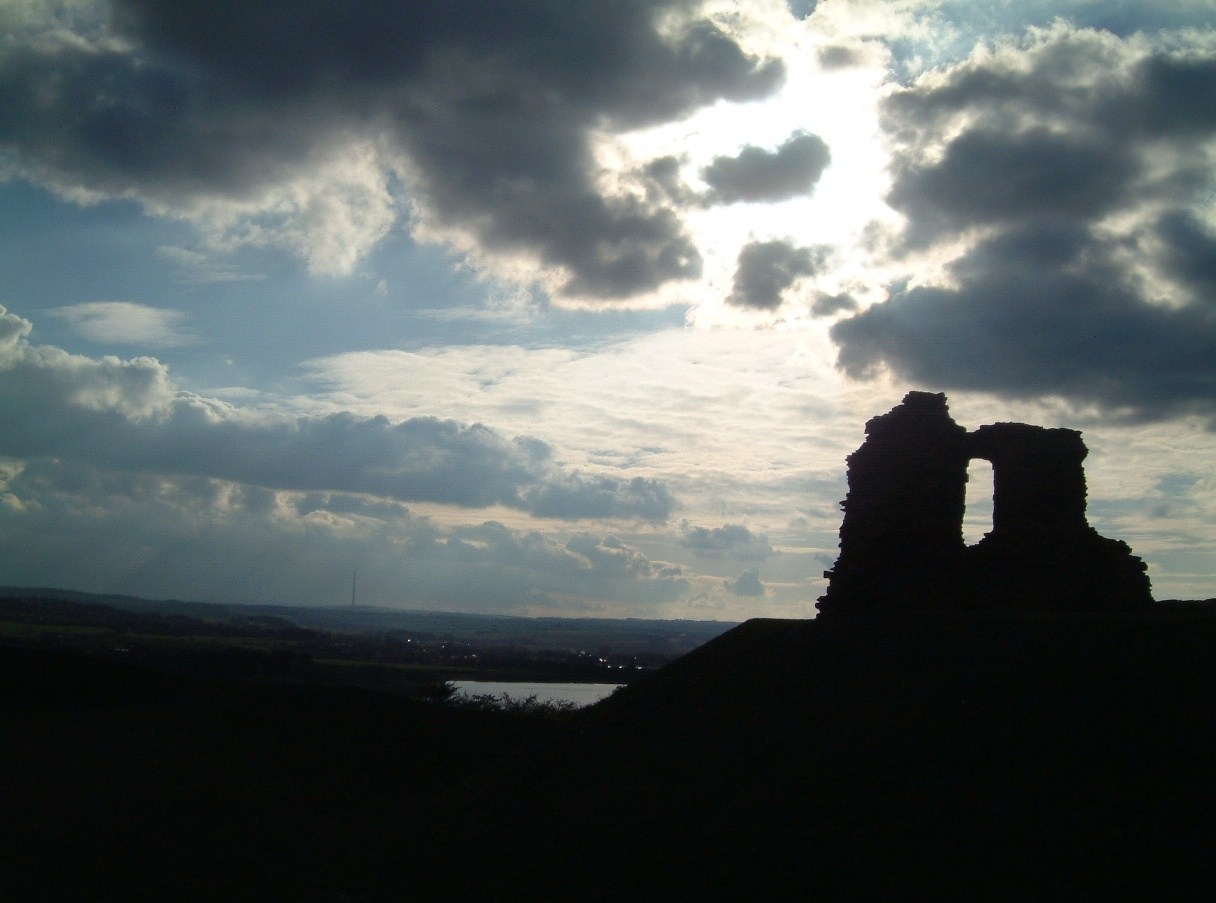
Những tàn tích của lâu đài Sandal ở gần Wakefield, miền tây Yorkshire

Sau khi nhà vua bị bắt, hoàng hậu Margaret và con trai rút về bắc Wales, một phần vẫn do nhà Lancaster kiểm soát. Sau đó họ đi bằng đường biển tới Scotland để xin viện quân của người Scotland. Mary của Gueldres, hoàng hậu của vua James II của Scotland, đồng ý cho Margeret một đạo viện quân với điều kiện bà phải nhường thị trấn Berwick cho Scotland và hoàng thân Edward phải cưới con gái của Mary. Margeret đồng ý, dù bà không có tiền trả cho quân đội và chỉ hứa hẹn về việc cướp bóc những quý tộc giàu có ở miền nam sau khi thắng trận.
Cuối năm 1460, York rời London cùng Bá tước của Salisbury để củng cố các vùng đất ở miền bắc chuẩn bị chống những đợt phản công của nhà Lancaster, đã đưa quân tới gần thành phố York. York đóng quân ở lâu đài Sandal gần Wakefield vào khoảng Giáng sinh năm 1460. Ngày 30 tháng 12, quân đội của ông rời lâu đài và tấn công thẳng vào quân Lancaster dù lực lượng phía York ít hơn. Trận Wakefield là một chiến thắng tuyệt đối cho nhà Lancaster. Richard xứ York tử trận, Salisbury và con trai thứ hai của York, Edmund, Bá tước của Rutland, mới 17 tuổi, bị bắt và bị xử tử. Margeret đã ra lệnh bêu đầu cả ba người bọn họ lên cổng thành phố York.

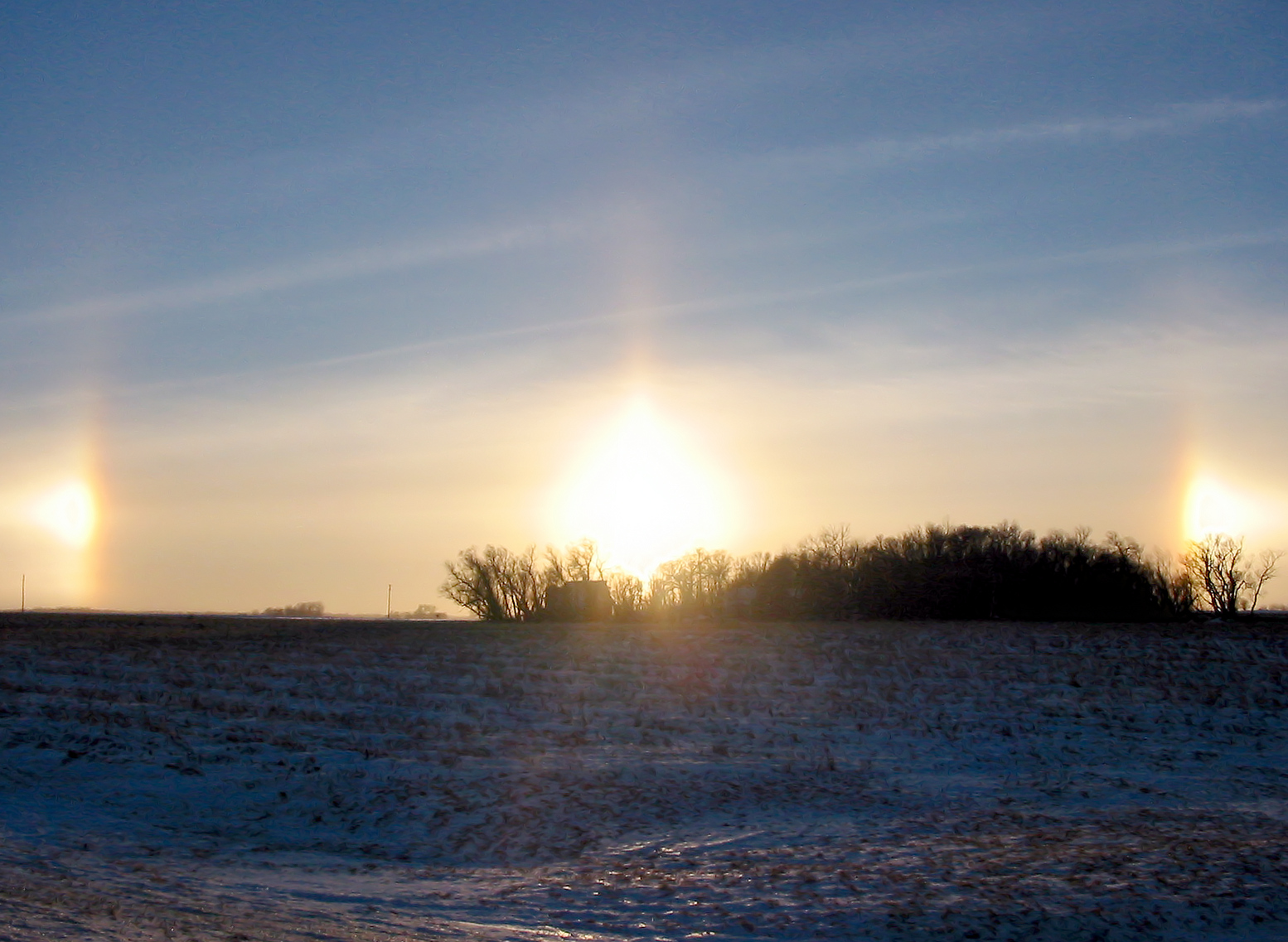
Hiện tượng mặt trời ảo xảy ra vào lúc hoàng hôn

Luật thỏa hiệp và trận chiến Wakefield khiến con trai cả của York, Edward, Bá tước của March, 18 tuổi, giờ là người thừa kế lãnh địa York cũng như ngai vàng nước Anh sau khi Henry VI chết. Với quân đội thân York huy động ở vùng March (vùng biên giới giữa Anh và Wales), Edward, Bá tước của March, đối đầu với quân đội Lancaster do Jasper Tudor, Công tước thứ nhất của Bedford, chỉ huy ở Wales. Edward giành được chiến thắng vang dội ở trận Mortimer's Cross tại Herefordshire. Edward đã lên tinh thần cho binh sĩ bằng việc chỉ cho họ ba mặt trời trên bầu trời (thực ra là hiện tượng mặt trời ảo) mà ông khẳng định là tượng trưng cho ba con trai còn lại của nhà York: chính ông, George và Richard. Sau này, Edward lấy mặt trời làm biểu tượng cho lá cờ chiến của ông.
Sau thất bại của Jasper Tudor, quân đội của Margeret tiến về phía nam, vừa đi vừa cướp bóc miền nam Anh giàu có. Ở London, Warwick sử dụng các chiến dịch tuyên truyền để củng cố sự ủng hộ với dòng họ York ở miền nam và thị trấn Coventry trở cờ sang quy thuận nhà York. Quân đội của Warwick đồn trú ở thị trấn St Albans để chặn con đường chính từ phương bắc, nhưng lực lượng của Warwick ít hơn nhiều so với Margeret và ông bị đánh từ hai phía trong trận St Albans lần thứ hai. Nhà Lancaster giành được một thắng lợi quyết định. Quân york bỏ chạy tán loạn, không kịp mang theo tù nhân quan trọng nhất, vua Henry VI. Nhà vua hoàn toàn không bị sây sát và đang ngồi dưới một gốc cây khi quân Lancaster tiến vào.
Henry VI phong hiệp sĩ ngay lập tức cho 30 binh lính của Lancaster sau trận đánh. Trong một sự kiện cho thấy sự tàn khốc của cuộc chiến, hoàng hậu Margeret đã ra lệnh cho cậu con trai bảy tuổi, Edward của Westminster, phải cương quyết xử tử những kỵ sĩ của York đã bảo vệ vua Henry VI an toàn trong suốt trận đánh. Quân Lancaster tiến tiếp về phía nam, gây ra một làn sóng sợ hãi ở London. Người dân London loan truyền tin đồn về những vụ cướp bóc tàn bạo của quân miền bắc, đóng cửa thành và không cung cấp lương thực cho đạo quân của hoàng hậu, khiến họ phải đi cướp bóc ở các hạt quanh thành phố, Hertfordshire và Middlesex.

#### Chiến thắng của nhà York

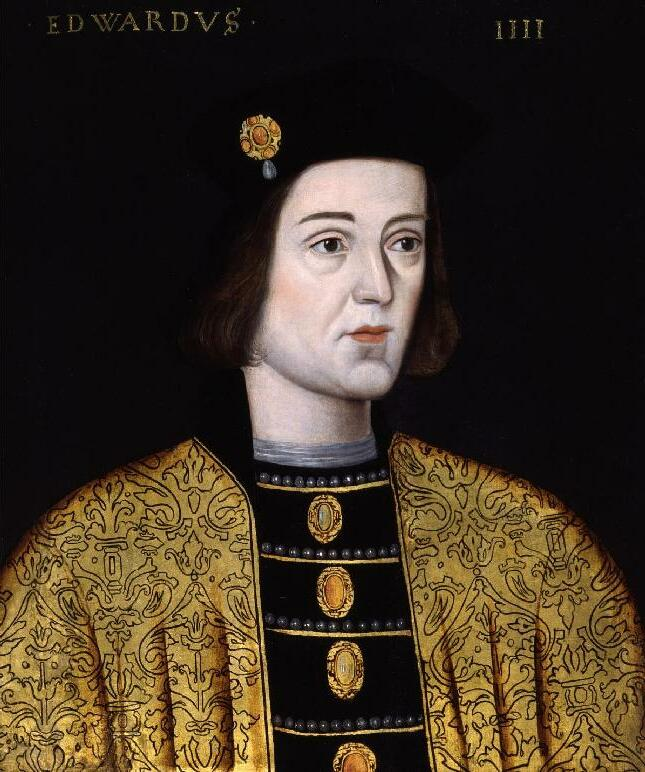
Edward IV

Sau thất bại của Warwick, Edward của March đưa quân về London từ phía tây và thu thập tàn quân của Warwick. Quân hoàng hậu, do thiếu lương thực, phải rút về phía bắc tới Dunstable. Nhờ đó, Edward và Warwick dễ dàng tiến vào London. Họ được chào đón nồng nhiệt và nhận được những hỗ trợ lớn về tài chính ở thành phố luôn ủng hộ phe York suốt từ đầu cuộc chiến. Đến đây, Edward không còn có thể đơn giản loại bỏ các triều thần của vua Henry VI. Trận chiến kể từ lúc này là vì ngai vàng nước Anh. Edward nhận được sự ủng hộ của Thomas Kempe, Giám mục London. Kempe hỏi người dân London ý kiến của họ và người dân hô vang "vua Edward". Edward nhanh chóng sắp xếp một lễ đăng quang không chính thức ở tu viện Westminster, nhưng khẳng định chưa là vua nước Anh chừng nào Henry VI và Margeret chưa bị hành quyết hay buộc phải lưu vong. Edward cũng tuyên bố Henry đã từ bỏ ngai vàng khi cho phép hoàng hậu đem quân chống lại người thừa kế theo luật của ông.
Edward và Warwick lại tập hợp được một lực lượng lớn và đem quân về phía bắc. Họ chạm trán đạo quân Lancaster đông không kém ở thị trấn Towton. Trận Towton, diễn ra gần thành phố York, là trận đánh lớn nhất trong cả cuộc Chiến tranh hoa hồng. Cả hai bên đều coi trận đánh là sự kiện quyết định cuộc chiến. Từ 40.000 đến 80.000 quân đã tham gia trận đánh này và hơn 20.000 người đã chết trong và sau cuộc chiến. Đó là trận đánh lớn nhất từng diễn ra trên đất Anh mọi thời đại và cũng chiếm kỷ lục về số thương vong trong một ngày. Edward giành được một thắng lợi quyết định và hầu hết các tướng lĩnh của nhà Lancaster bị tiêu diệt, nhiều người khác đầu hàng vua Edward. Những người không đầu hàng cố gắng rút về các lâu đài ở miền bắc hoặc ở Wales. Henry VI, hoàng hậu Margeret và cậu con trai, lúc đó đang đợi ở York, nhanh chóng bỏ chạy về phía bắc khi biết kết quả trận đánh. Edward tiến tiếp và chiếm lại York, nơi ông thay thế đầu của cha, anh mình và Salisbury bằng đầu những tướng lĩnh nhà Lancaster. Trong số những người ủng hộ nhà Lancaster bị bêu đầu ở thành phố York có cả John Clifford, Nam tước thứ chín nhà Clifford của Skipton-Craven, người đã hành quyết em trai của Edward, Edmund xứ Rutland, sau trận Wakefield.

### Từ Edward IV đến Henry Tudor

#### Edward IV
Lễ đăng quang chính thức của Edward IV diễn ra tháng 6 năm 1461 tại thủ đô London, nơi ông nhận được sự chào đón nồng nhiệt của những người ủng hộ. Edward cai trị trong một nền hòa bình tương đối khoảng 10 năm.

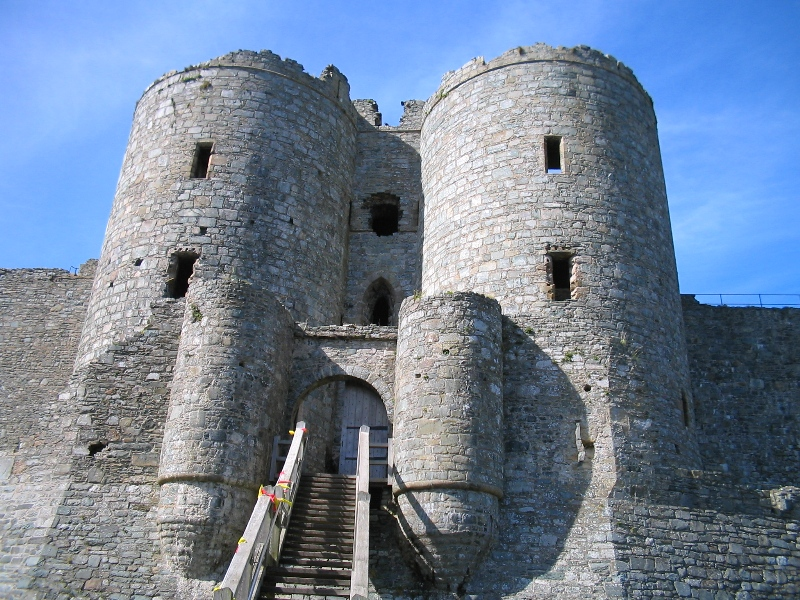
Lâu đài Harlech ở Gwynedd, Wales

Ở miền bắc Anh, Edward chưa bao giờ thực sự kiểm soát hoàn toàn cho tới tận năm 1465. Sau trận Towton, Henry và Margeret chạy sang Scotland và nương nhờ vua James III của Scotland. Cuối năm đó, họ tổ chức một cuộc tấn công Carlisle, nhưng do thiếu hỗ trợ tài chính, họ dễ dàng bị quân Edward đẩy lui và buộc phải rút khỏi cả những vùng còn lại mà lực lượng Lancaster trước kia chiếm đóng ở miền bắc. Một số lâu đài do các chỉ huy ủng hộ nhà Lancaster còn trụ lại được nhiều năm, như Dunstanburgh, Alnwick (nơi gia đình Percy đồn trú), và Bamburgh.
Năm 1464 cũng diễn ra những cuộc nổi dậy của nhà Lancaster ở miền bắc Anh. Một số quý tộc Lancaster, bao gồm Henry Beaufort, Công tước thứ ba của Somerset, người trước kia đã đầu hàng Edward, lãnh đạo quân nổi dậy. Cuộc nổi dậy bị em trai của Warwick, John Neville, Hầu tước thứ nhất của Montagu đàn áp. Một lực lượng nhỏ quân nổi dậy bị tiêu diệt trong trận Hedgeley Moor ngày 25 tháng 4, nhưng do Neville đang định dàn xếp một thỏa thuận với Scotland, ông không đuổi theo quân nổi dậy sau khi lực lượng này chạy sang đất Scotland. Ngày 15 tháng 5, Somerset lại bị đánh bại trong trận Hexham, bị bắt và bị xử tử.
Vua Henry VI bị quân đội nhà York bắt lần thứ ba ở Clitheroe, Lancashire năm 1465. Ông bị giải về London, bị giam ở Tháp London và được đối xử tốt. Cũng lúc đó, Edward IV và Scotland đạt được một thỏa thuận. Margeret cùng con trai buộc phải rời Scotland đi bằng đường biển sang Pháp, nơi họ sống trong cảnh lưu vong vất vả. Pháo đài cuối cùng của nhà Lancaster là lâu đài Harlech ở Wales, đầu hàng vào năm 1468 sau bảy năm bị vây hãm.

#### Cuộc nổi dậy của Warwick và âm mưu đưa Henry VI trở lại ngai vàng
Sau chiến tranh, Bá tước của Warwick, "Kẻ buôn vua", trở thành lãnh chúa quyền lực nhất, nhiều đất đai nhất trong cả nước Anh. Ngoài đất đai của nhà vợ, Warwick còn được thừa kế các lãnh địa của cha và được phong cho nhiều vùng đất cướp được từ trong cuộc chiến với nhà Lancaster. Ông đặt nhiều chân tay của mình để cai quản các vùng đất nói trên. Warwick cho rằng nước Anh cần phải liên minh với Pháp và đã thương lượng cuộc hôn nhân của Edward IV với một cô dâu trong hoàng tộc Pháp. Tuy nhiên, Edward bí mật kết hôn với Elizabeth Woodville, góa phụ của một hiệp sĩ nhà Lancaster, vào năm 1464. Edward chỉ tuyên bố cuộc hôn nhân của ông sau khi sự đã rồi và khiến Warwick bẽ mặt.
Xung đột quyền lợi bắt đầu nảy sinh khi những thành viên trong gia đình Woodvilles được Edward IV ưu ái hơn so với gia đình Nevilles trong triều. Nhiều người thân của hoàng hậu Elizabeth kết hôn với các gia đình quý tộc, những người khác được phong đất ở khắp nơi. Ngoài ra, trong khi Warwick muốn liên minh với Pháp thì Edward IV lại muốn giao hảo với Burgundy. Edward cũng không sẵn lòng để hai người em trai của ông, George, Công tước của Clarence và Richard, Công tước của Gloucester, kết hôn với các con gái của Warwick, Isabella Neville và Anne Neville. Uy tín của Edward IV với người dân cũng giảm sút do tình trạng thuế má cao và trị an không được vãn hồi.

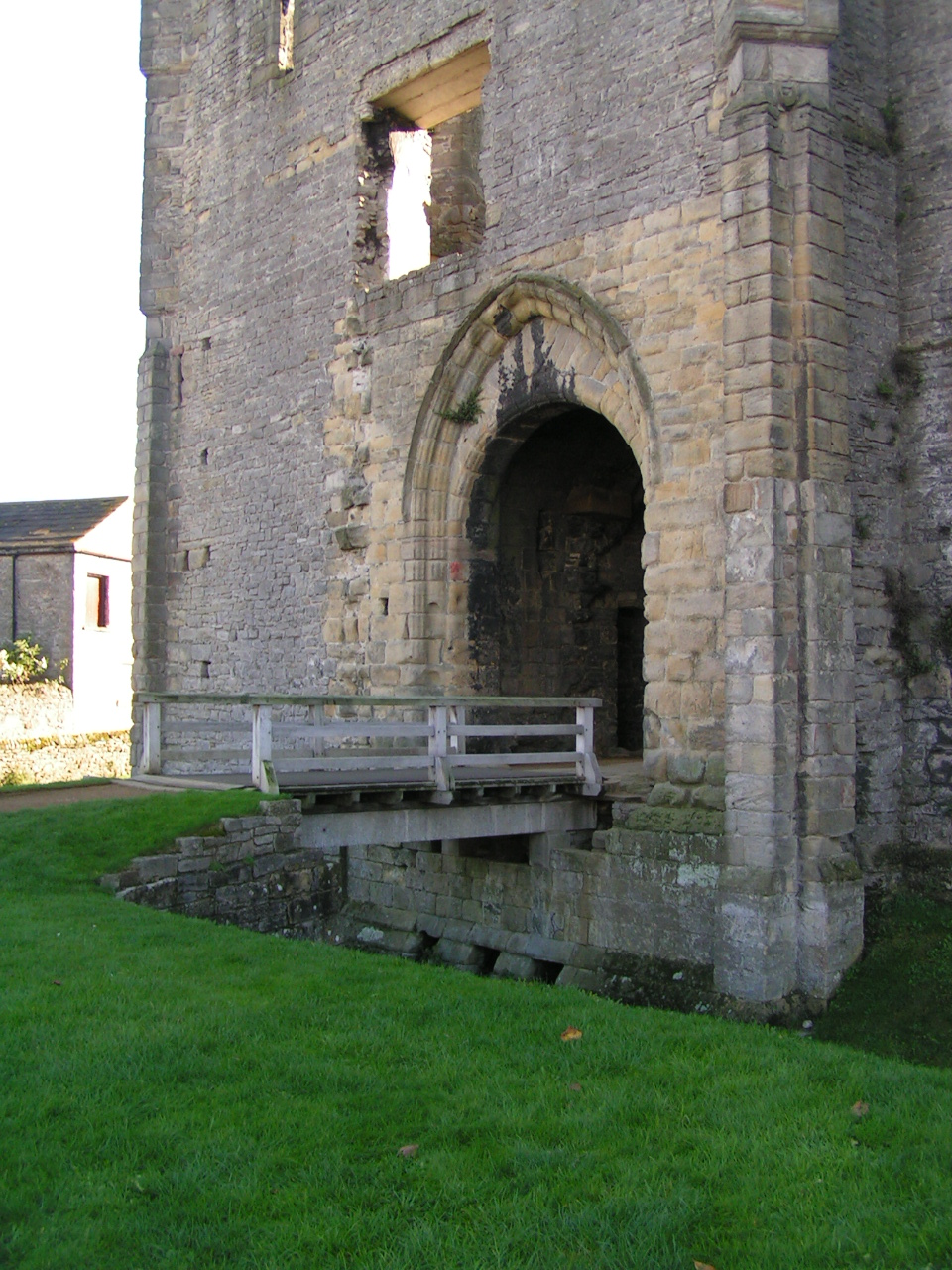
Lâu đài Middleham

Tới năm 1469, Warwick thành lập một liên minh với người em trai xảo trá và nhiều tham vọng của Edward, Clarence, người đã cưới Isabel Neville bất chấp sự phản đối của Edward. Liên minh ra mặt chống đối nhà vua và đánh bại đạo quân của ông trong trận Edgecote Moor. Edward IV bị bắt tại Olney, Buckinghamshire, và bị giam giữ ở lâu đài Middleham tại Yorkshire (như vậy là trong thời gian ngắn, Warwick đã cầm tù hai nhà vua nước Anh). Warwick ra lệnh xử trảm cha của hoàng hậu, Richard Woodville, Bá tước Rivers thứ nhất và em trai bà, John Woodville. Tuy nhiên, ông không đề cập đến việc xét xử Edward IV mà đưa ngay Clarence lên ngôi. Đất nước rơi vào tình trạng hỗn loạn. Các quý tộc lại tập hợp quân đội và đánh lẫn nhau để tranh giành đất đai. Những người Lancaster lại nổi dậy. Rất ít quý tộc sẵn sàng ủng hộ việc Warwick nắm quyền. Để làm dịu tình hình, Warwick buộc phải dàn hòa ngoài mặt với Edward IV với sự trung gian của Tổng giám mục York tại London. Do đó Warwrick buộc phải đưa Edward trở lại ngai vàng.

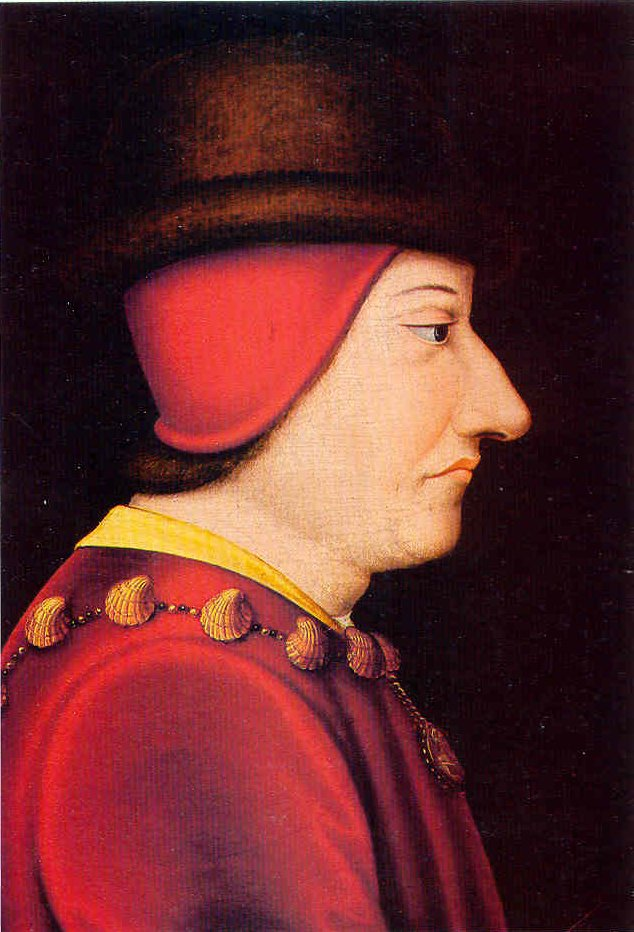
Louis XI của Pháp

Sau khi trở lại ngai vàng, Edward lấy lại uy tín bằng chiến thắng trước quân nổi dậy trong trận Losecoat Field. Từ lời khai của những người lãnh đạo cuộc nổi dậy này, nhà vua tuyên bố Warwick và Clarence phạm tội thông đồng với quân nổi dậy. Warwick và Clarence buộc phải trốn chạy sang Pháp, nơi Margeret Anjou đang lưu vong cùng con trai. Louis XI của Pháp, đang muốn ngăn chặn việc Edward IV liên minh với em rể ông, Charles Can Trường, Công tước xứ Burgundy và đe dọa nước Pháp, đã đề nghị liên minh giữa Warwick và Margeret. Lúc đầu, hai kẻ cựu thù không chấp nhận ý tưởng đó, nhưng dần dần cả hai nhận ra lợi ích của quan hệ liên minh. Tuy nhiên, hai bên mang theo những mục địch khác nhau: Warwick muốn dựng lên một vị vua bù nhìn giống như Henry VI hay con trai ông, còn Margeret muốn giành lại quyền lực thực sự cho nhà Lancaster. Một cuộc hôn nhân được thu xếp giữa con gái của Warwick, Anne và con trai của Margeret, Edward và Warwick đem quân tiến vào nước Anh mùa thu năm 1470.

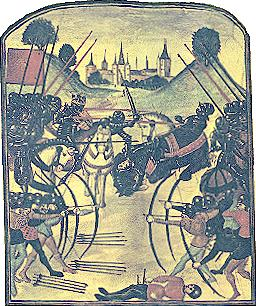
Trận Tewkesbury

Khi đó, Edward IV đang đóng quân ở phía bắc vì ông đi đàn áp một cuộc nổi dậy ở Yorkshire. Warwick, với sự giúp đỡ của hải quân do một người cháu ông chỉ huy, cập bến đất liền nước Anh ở Dartmouth và nhanh chóng chiếm giữ các địa hạt và hải cảng miền nam. Ông chiếm được London vào tháng 10 và đưa vua Henry VI diễu hành qua các đường phố thủ đô với tư cách vị vua được khôi phục ngai vàng. Em trai của Warwick, John Neville, lúc đó là một vị tướng chỉ huy đạo quân lớn trong cuộc chinh phạt miền bắc của vua Edward IV, đã trở giáo ủng hộ anh mình Warwick. Edward đã không ngờ tới và phải cùng Gloucester bỏ chạy từ Doncaster xuống vùng bờ biển rồi đi sang Hà Lan và từ đó đi đường bộ đến lưu vong ở Burgundy. Họ bị Henry VI và Warwick kết tội khi quân, trong khi nhiều triều thần của nhà Lancaster trở về nhận lại đất phong.
Tuy nhiên, chiến thắng của Warwick không kéo dài được bao lâu. Ông đã làm việc quá sức mình khi liên minh với Pháp để xâm lấn Burgundy. Warwick quá tham vọng và bị quyến rũ bởi những lời hứa hẹn của vua Louis XI về những vùng lãnh thổ ở Hà Lan. Charles của Burgundy, em rể của Edward IV, liền cung cấp tiền và quân đội cho anh trai quay lại tấn công nước Anh năm 1471. Lực lượng không lớn lắm của Edward đổ bộ xuống vùng Ravenspur trên bờ biển Yorkshire. Lần này, ông tuyên bố ủng hộ Henry VI và chỉ muốn được khôi phục tước hiệu Công tước xứ York. Ông nhanh chóng chiếm được thành phố York và cũng có vài người ủng hộ. Em trai ông, Clarence, lại một lần nữa phản bội, lần này là quay lưng lại với Warwick. Nhờ thế, Edward chiếm được London. Trận đánh quyết định giữa Edward và Warwick là trận Barnet, diễn ra trong sương mù dày đặc. Theo một giai thoại khác, thời tiết đầy sương mù là do Hoàng hậu Elizabeth và mẹ bà đã gọi tới nhằm giúp sức cho Edward. Quân Warwick nhầm lẫn và đánh lẫn nhau, gây ra sự hoang mang rằng có kẻ đã phản bội, dẫn tới việc toàn quân tan rã. Warwick và người em trai John Neville đều chết trong trận đánh này.
Margeret và con trai Edward tới Anh vài ngày sau trận Barnet. Thay vì trở về Pháp, Margeret tìm cách gầy dựng lực lượng trong số những người ủng hộ nhà Lancaster ở Wales. Nhưng quân đội của bà, do Edmund Beaufort, Công tước thứ tư của Somerset chỉ huy, bị đè bẹp ở trận Tewkesbury. Hoàng thân Edward, người thừa kế ngai vàng của dòng họ Lancaster, tử trận. Không có người thừa kế, Henry VI bị sát hại không lâu sau đó vào ngày 14 tháng 5 năm 1471 khi nhà York tìm cách củng cố ngai vàng của họ.

#### Richard III

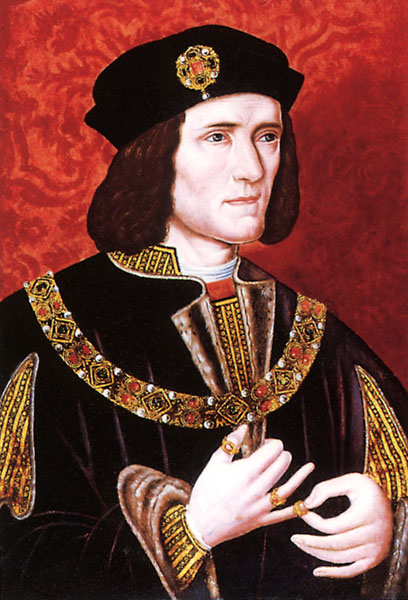
Richard III

Việc Edward IV trở lại ngai vàng năm 1471 được một số sử gia coi là sự kiện kết thúc Chiến tranh Hoa Hồng. Hòa bình được vãn hồi trong giai đoạn cai trị còn lại của Edward. Em trai út của ông, Richard, Công tước của Gloucester và người ủng hộ trung thành của Edward, William Hastings, được tưởng thưởng vì lòng trung thành, và lần lượt được phong làm thống đốc các vùng miền bắc và miền trung nước Anh. George xứ Clarence không có được sự may mắn đó, bị nhà vua xa lìa và bị xử tử năm 1478 với cáo buộc phản bội.
Tuy nhiên, khi Edward IV đột ngột qua đời năm 1483, tình hình chính trị lại trở nên hỗn loạn. Nhiều quý tộc vẫn căm ghét ảnh hưởng từ những người họ hàng của hoàng hậu Woodville (em trai bà là Anthony Woodville, Bá tước Rivers thứ hai và con trai riêng của bà là Thomas Grey, Hầu tước thứ nhất của Dorset) và coi họ là những kẻ tiếm quyền. Vào lúc Edward qua đời, người thừa kế của ông, Edward V, mới 12 tuổi và quyền nhiếp chính được trao cho Bá tước Rivers ở Ludlow. Lúc lâm chung, Edward di mệnh cho em trai là Richard của Gloucester làm người nhiếp chính. Tuy nhiên, Richard đang ở miền bắc Anh lúc Edward qua đời. Hastings đã gửi thư cho ông yêu cầu ông đưa quân về London để ngăn chặn việc nhà Woodville cướp quyền nhiếp chính. Henry Stafford, Công tước thứ hai của Buckingham cũng tuyên bố ông ủng hộ Richard.
Richard và Buckingham đưa quân về thủ đô. Trên đường đi, tại Buckinghamshire ngày 28 tháng 4, họ bắt được Bá tước Rivers khi ông này đang đưa vua Edward V đến London. Họ tuyên bố gia đình Woodville phạm tội mưu sát nhà vua. Rivers cùng người cháu trai là Richard Grey bị đưa đến lâu đài Pontefract ở Yorkshire và bị xử tử vào cuối tháng 6. Richard đưa Edward V vào London ngày 4 tháng 5 và bắt đầu lộ rõ tham vọng soán ngôi. Ông giam nhà vua vào Tháp London. Lễ đăng quang dự kiến ngày 22 tháng 6, cũng là lúc Richard kết thúc quyền nhiếp chính. Tuy nhiên, ngày 13 tháng 6, Richard triệu tập cuộc họp hội đồng quý tộc, tuyên bố Hastings có âm mưu chống lại ông và đem vị cố mệnh đại thần ra xử tử mà không xét xử ngay trong ngày hôm đó.

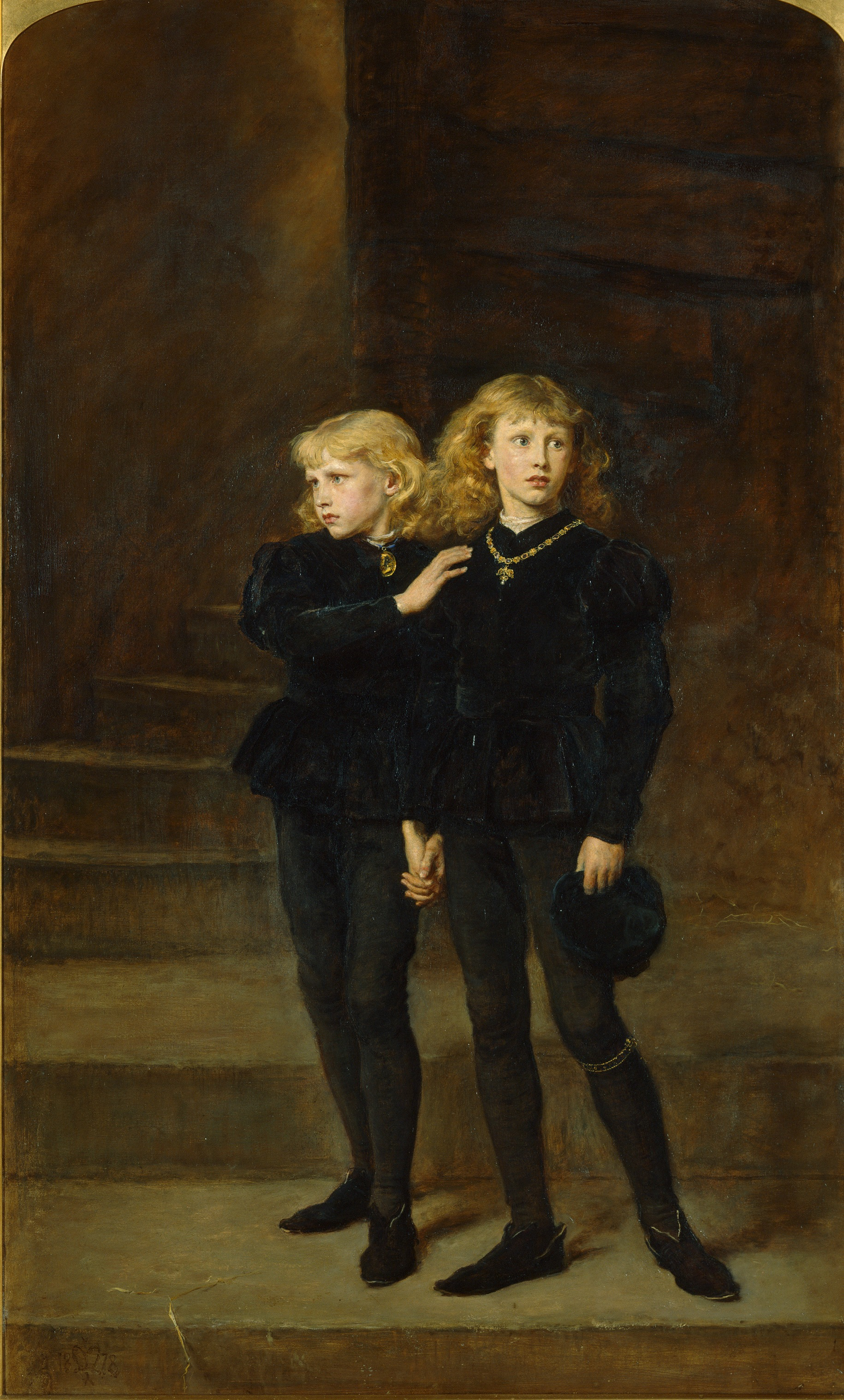
Hai hoàng tử trong tòa tháp, tranh vẽ của John Everett Millais

Sau đó, thông qua Tổng giám mục Canterbury là Thomas Bourchier, Richard thuyết phục Elizabeth Woodville đưa nốt cậu con trai thứ hai của bà mới chín tuổi là Richard, Công tước của York, vào Tháp London. Sau khi đã bắt giữ cả hai người thừa kế, Richard tuyên bố cuộc hôn nhân của Edward IV với Elizabeth Woodville là bất hợp pháp, nên con họ không có quyền thừa kế. Nghị viện và hội đồng quý tộc đều chấp nhận và chính thức đưa Richard lên ngôi, vua Richard III của Anh. Hai hoàng tử bị giam cầm sau đó có thể đã bị sát hại, nhưng đây vẫn còn là một nghi án trong sử học. Richard III làm lễ đăng quang ngày 6 tháng 7 năm 1483.

#### Cuộc nổi dậy của Buckingham
Ngày 18 tháng 10, Buckingham, một người ủng hộ Richard III trước kia, khởi quân nổi dậy với mục tiêu đưa Henry Tudor của nhà Lancaster lên ngôi. Đầu tiên, Buckingham định lấy danh nghĩa ủng hộ Edward V hoặc con trai nhà vua, nhưng khi biết cả hai đều đã chết, ông thay đổi ý định. Nhiều quý tộc khác, tức giận vì thái độ tráo trở của Richard III và phẫn nộ trước cái chết của hai hoàng tử, cũng nổi dậy chống lại Richard.
Henry Tudor là người thừa kế ngai vàng gần nhất của dòng họ Lancaster sau khi Henry VI và con ông qua đời năm 1471. Cha của Henry, Edmund Tudor, Công tước thứ nhất của Richmond, là em cùng mẹ khác cha của vua Henry VI. Ngoài ra, mẹ của Henry Tudor, Margeret Beaufort, là hậu duệ của John Beaufort. John Beaufort lại là con trai của John của Gaunt, tức là cháu nội của vua Edward III. John Beaufort đầu tiên là con không được thừa nhận, nhưng sau đó được thừa nhận với điều kiện từ bỏ quyền kế vị ngai vàng. Thời thơ ấu, Henry sống chủ yếu ở lâu đài Harlech của nhà Lancaster bị quân York vây hãm và đi lưu vong ở Brittany. Sau năm 1471, Edward IV cũng đề phòng không để Henry Tudor tiếp cận ngai vàng, nhưng nhờ sự bảo vệ của người mẹ Margeret và người cha ruột, chú của Buckingham, cũng như người cha dượng là Huân tước Thomas Stanley, một triều thần có ảnh hưởng của Edward IV, Henry Tudor vẫn được an toàn.
Cuộc nổi dậy của Buckingham thất bại. Một số người ủng hộ ông ở miền nam không chuẩn bị tốt khiến tư lệnh của Richard III ở miền nam, John Howard, Công tước thứ nhất của Norfolk, chặn được các lực lượng nổi dậy liên kết với nhau và bẻ gãy từng nhóm một. Buckingham tập hợp được một đội quân ở Brecon, miền trung Wales. Tuy nhiên, ông không vượt được sông Severn để gia nhập các lực lượng nổi dậy ở phía nam vì bão và lũ lụt. Quân đội của Buckingham không có lương ăn, ông bị phản bội và bị giết. Tuy nhiên, thất bại của cuộc nổi dậy không phải là chấm dứt những nỗ lực chống lại Richard III. Sau khi vợ và cậu con trai 11 tuổi của ông qua đời, dòng họ York đứng trước nguy cơ để mất ngai vàng.

#### Henry Tudor

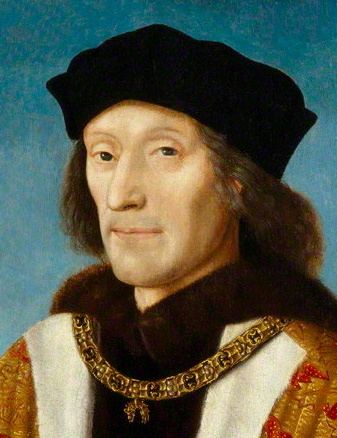
Henry VII

Nhiều người ủng hộ Buckingham và các quý tộc bất mãn khác cùng Henry Tudor đi lưu vong. Richard III đã tung tiền hối lộ thuộc hạ của Công tước Britanny để phản bội và bắt lại Henry, nhưng Henry kịp biết tin và trốn sang Pháp, nơi ông nhận được sự hỗ trợ từ triều đình Pháp.
Tự tin rằng nhiều quý tộc ở Anh và ngay cả các cận thần của Richard III cũng sẽ theo ông, Henry Tudor lên tàu trở về từ Harfleur vào ngày 1 tháng 8 năm 1485 với lực lượng tập hợp được từ Pháp. Nhờ thuận gió, ông đến Pembrokeshire sáu ngày sau. Những triều thần của Richard III ở Wales hoặc trở giáo theo Henry, hoặc không can thiệp vào cuộc hành quân của ông. Henry vừa thu thập thêm người ủng hộ vừa tiến qua Wales và vùng March. Ông đánh bại Richard III tại trận Bosworth Field. Vị vua cuối cùng nhà York tử trận. Tương truyền, tay cung thủ người xứ Wales Rhys ap Thomas chính là người đã lấy mạng ông. Ba ngày sau đó, Rhys được Henry Tudor, giờ là vua Henry VII, phong tước hiệp sĩ.
Sau trận Bosworth Field, thây Richard bị lột trần truồng, vắt lên lưng ngựa rồi đem về bêu 2 ngày ở Leicester. Henry được tôn làm vua, lấy hiệu là Henry VII. Ông củng cố ngai vàng của mình bằng cách kết hôn với Elizabeth của York, con gái của Edward IV và Hoàng hậu Elizabeth Woodville và là người gần gũi nhất bên phía nhà York có thể tranh giành ngai vàng. Qua đó, Henry VII thống nhất hai dòng họ hoàng tộc và hợp nhất biểu tượng hoa hồng đỏ và hoa hồng trắng thành một đóa hồng vừa đỏ vừa trắng, hoa hồng Tudor. Henry VII tiếp tục củng cố ngai vàng bằng cách xử tử bất cứ kẻ nào có khả năng thừa kế ngay khi có cơ hội, một chính sách được con trai ông, Henry VIII, tiếp tục.
Nhiều sử gia nhất trí rằng việc Henry VII đăng quang đánh dấu kết thúc cuộc Chiến tranh Hoa Hồng. Nhưng cũng có những người cho rằng cuộc chiến tiếp tục tới tận cuối thế kỷ 15 với những âm mưu lật đổ Henry VII của các thành viên nhà York. Hai năm sau trận Bosworth, nhà York lại khởi loạn, lần này do John de la Pole, Bá tước của Lincoln, lãnh đạo. Lincoln từng được Richard III chỉ định làm người thừa kế nhưng lại quy phục Henry VII sau trận Bosworth. Những người nhà York còn dựng lên một nhân vật để đòi ngai vàng. Một cậu bé tên là Lambert Simnel có ngoại hình rất giống với Edward, Bá tước của Warwick (con trai của Clarence), người thừa kế ngai vàng gần nhất còn sống bên nhà York, được phe nổi dậy tôn làm thủ lĩnh. Tuy nhiên, âm mưu này rất hồ đồ vì chính Edward, Bá tước xứ Warwick vẫn còn sống và đang nằm trong tay Henry VII. Trong trận Stoke, Henry VII đè bẹp quân đội của Lincoln. Simnel được ân xá và được vào làm việc trong bếp của hoàng gia.
Ngai vàng của Henry lại một lần nữa bị thách thức vào năm 1491 khi một giả vương khác, Perkin Warbeck, xuất hiện. Warbeck tự nhận là Richard, Công tước xứ York (người em bị nhốt chung với vua Edward V trong tòa tháp). Warbeck nhiều lần kêu gọi nổi dậy và nhận được sự ủng hộ từ Burgundy và James IV của Scotland. Nhưng ông bị bắt sau cuộc nổi dậy Cornish lần thứ hai năm 1497, bị xử tử năm 1499 sau khi vượt ngục bất thành.
Ngay cả trong thời của Henry VIII, con trai Henry VII, nhà York vẫn tiếp tục thách thức ngai vàng, tới tận năm 1525, với những nhân vật lãnh đạo như Edward Stafford, Công tước thứ ba của Buckingham, Edmund de la Pole, Công tước thứ ba của Suffolk và người em trai Richard de la Pole. Tất cả những người đó đều là hậu duệ trực tiếp của nhà York từng nắm giữ ngai vàng.

## Hệ quả

Hoa hồng Tudor

Mặc dù các nhà sử học vẫn còn tranh cãi về ảnh hưởng của cuộc chiến đối với lịch sử Anh thời trung cổ, nhiều người nhất trí rằng Chiến tranh Hoa Hồng đã dẫn tới một cục diện chính trị mới và những thay đổi sâu sắc trong cán cân quyền lực. Ảnh hưởng rõ ràng nhất là sụp đổ của triều đại Plantagenet và sự nổi lên của triều đại Tudor, những người cai trị sẽ làm thay đổi sâu sắc nước Anh trong những năm sau đó.
Rất nhiều quý tộc Anh cũng đã thiệt mạng trong cuộc chiến dẫn đến những thay đổi trong xã hội phong kiến Anh, tiếp nối những ảnh hưởng của trận đại dịch Cái chết đen trước đó. Trong đại dịch này, dân chúng quy kết cho quân đội nhà Tudor gieo rắc tai họa trên đường đi của họ. Một cách tương đối, cuộc chiến làm suy yếu quyền lực của các lãnh chúa phong kiến và tăng cường sức mạnh cho tầng lớp thương nhân cũng như cho ra đời một chính quyền quân chủ tập trung mạnh mẽ hơn hẳn dưới thời các vua nhà Tudor. Các sự kiện đó báo hiệu kết thúc thời trung cổ ở Anh và chuyển sang thời Phục Hưng.
Ngoài ra, một số nhà sử học cho rằng thiệt hại của cuộc chiến đã được vua Henry VII phóng đại để nhấn mạnh tầm quan trọng của ông trong việc mang lại hòa bình. Chắc chắn các ảnh hưởng tiêu cực của chiến tranh đối với lái buôn, người lao động và hầu hết dân thường nhỏ hơn nhiều so với những cuộc chiến tranh kéo dài ngày khác ở châu Âu. Cũng có những cuộc vây hãm kéo dài, như ở lâu đài Harlech hay lâu đài Bamburgh, nhưng đó đều là những vùng xa xôi, cư dân thưa thớt. Trong các vùng đông dân cư, các phe phái thường trọn lựa việc tiến hành trận đánh ở những khoảng không gian mở, thuần túy quân sự và không làm ảnh hưởng đến sinh hoạt dân sự bình thường.
Cuộc chiến cũng làm suy giảm nghiêm trọng ảnh hưởng của Anh trên đất Pháp. Sau khi chiến tranh kết thúc, Anh mất tất cả những vùng đất giành được trên đất Pháp trong cuộc Chiến tranh Trăm năm, ngoài vùng Calais dần rơi vào tay Mary I. Mặc dù sau này các nhà cai trị Anh có nỗ lực đưa quân vào châu Âu lục địa, họ không bao giờ còn làm chủ các vùng lãnh thổ nữa. Tại châu Âu lục địa, hai đối thủ của nhau, nhà Burgundy và nước Pháp, cũng lợi dụng tình hình chia rẽ ở Anh để ủng hộ khi thì phe này, khi thì phe kia để chế ngự đối thủ cũng như ngăn chặn một nước Anh thống nhất, hùng mạnh có thể đe dọa họ.
Kết thúc cuộc chiến còn đánh dấu sự chấm dứt tình trạng các lãnh chúa có đất phong được quyền sở hữu quân đội riêng. Henry VII, lo ngại các cuộc nổi dậy, đã quản lý những quý tộc được phong đất hết sức chặt chẽ, tước quyền tuyển, huấn luyện và trang bị quân đội của họ. Kể từ thời Henry VII, quân đội hoàn toàn do chính quyền trung ương kiểm soát. Cũng kể từ đó, các dòng họ quý tộc không còn sẵn sàng mạo hiểm tính mạng và tước hiệu của mình trong những cuộc xung đột không rõ ràng nữa.

## Những nhân vật chủ chốt trong cuộc chiến

### Danh sách
- Các vua nước Anh
  - Henry VI (nhà Lancaster)
  - Edward IV (nhà York)
  - Edward V (nhà York)
  - Richard III (nhà York)
  - Henry VII (nhà Lancaster)

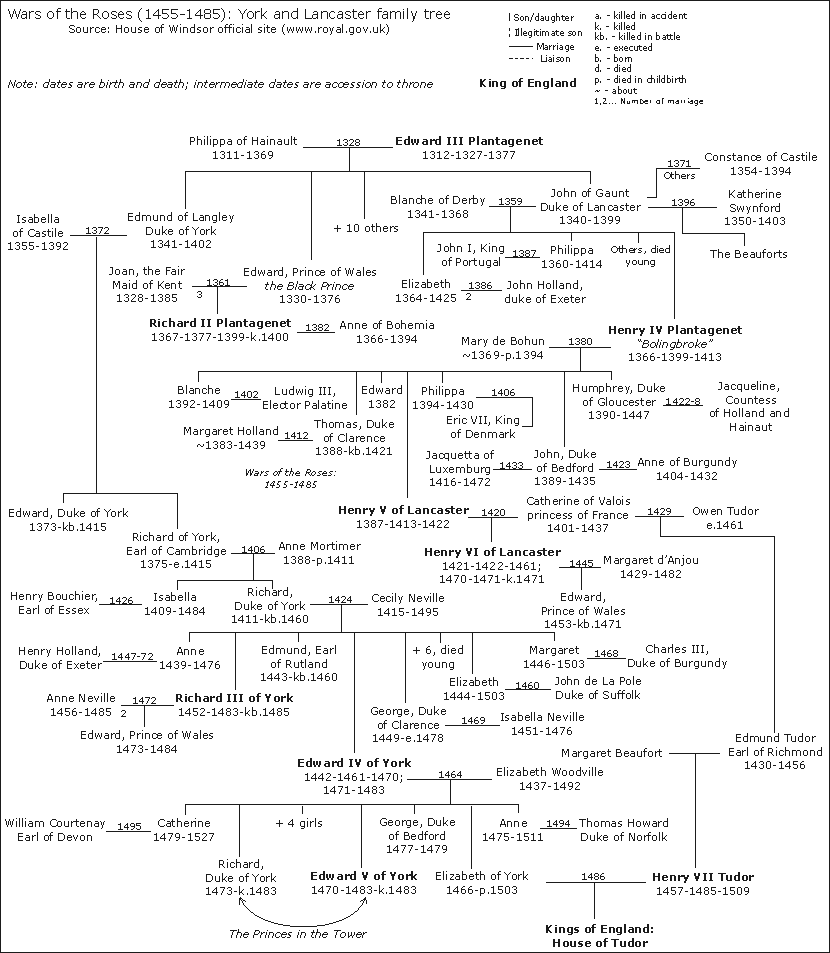
Cây gia phả bao gồm các vua Anh và những thành viên hoàng tộc chủ chốt trong cuộc chiến

- Những nhân vật chủ chốt giai đoạn 1455–1487
  - Nhà York
    - Elizabeth Woodville, vương hậu của Edward IV
    - George Plantagenet, Công tước thứ nhất của Clarence
    - Richard Plantagenet, Công tước thứ ba của York
    - Richard Neville, Công tước thứ 16 của Warwick ("Người buôn vua")
    - Richard Neville, Bá tước thứ năm của Salisbury
    - John Neville, Hầu tước thứ nhất của Montagu
    - William Neville, Bá tước thứ nhất của Kent
    - Bastard of Fauconberg
    - William Herbert, Bá tước thứ nhất của Pembroke

  - Nhà Lancaster
    - Margaret Anjou, vương hậu của Henry VI
    - Henry Percy, Bá tước thứ hai của Northumberland
    - Henry Percy, Bá tước thứ ba của Northumberland
    - Richard Neville, Công tước thứ 16 của Warwick ("Người buôn vua")
    - Edmund Beaufort, Công tước thứ hai của Somerset
    - Henry Beaufort, Công tước thứ ba của Somerset
    - Edmund Beaufort, Công tước thứ tư của Somerset
    - John Clifford, Nam tước thứ chín của Clifford

### Cây gia phả
Trong bảng dưới đây, những người khung đỏ là người nhà Lancaster, khung xanh là người nhà York, Warwick, "Người buôn vua" có lúc ủng hộ Lancaster, có lúc ủng hộ Warwick nên có khung màu tím.
|                     |                     |                     |                     |                     |                     |  |  |                        |                        |                        |                        |                        |                        |                     |                     |                     |                     |                |                |                      |                    |                    |                    |                    |                    |                    |                    |                    |                    |             |             |                 |                 |                    |                    | Edward III         |                    |                    |                    |                |                |                |                |                |                |               |               |                 |                 |                 |                 |                 |                 |                |                |                 |                 |                 |                 |                 |                 |                 |                 |                 |                 |              |              |              |              |  |  |                     |                     |                     |                     |                        |                        |                        |                        |                        |                        |          |          |                      |                      |                      |                      |                      |                      |              |              |              |              |                 |                 |                 |                 |                 |                 |                   |                   |                   |                   |                   |                   |               |               |                |                |                |                |                 |                 |                 |                 |                 |                 |                 |                 |                 |                 |  |  |  |  |  |  |  |  |  |  |  |  |  |  |  |  |  |  |  |  |  |  |  |  |  |  |  |  |  |  |  |  |
|                     |                     |                     |                     |                     |                     |  |  |                        |                        |                        |                        |                        |                        |                     |                     |                     |                     |                |                |                      |                    |                    |                    |                    |                    |                    |                    |                    |                    |             |             |                 |                 |                    |                    |                    |                    |                    |                    |                |                |                |                |                |                |               |               |                 |                 |                 |                 |                 |                 |                |                |                 |                 |                 |                 |                 |                 |                 |                 |                 |                 |              |              |              |              |  |  |                     |                     |                     |                     |                        |                        |                        |                        |                        |                        |          |          |                      |                      |                      |                      |                      |                      |              |              |              |              |                 |                 |                 |                 |                 |                 |                   |                   |                   |                   |                   |                   |               |               |                |                |                |                |                 |                 |                 |                 |                 |                 |                 |                 |                 |                 |  |  |  |  |  |  |  |  |  |  |  |  |  |  |  |  |  |  |  |  |  |  |  |  |  |  |  |  |  |  |  |  |
|                     |                     |                     |                     |                     |                     |  |  |                        |                        |                        |                        |                        |                        |                     |                     |                     |                     |                |                |                      |                    |                    |                    |                    |                    |                    |                    |                    |                    |             |             |                 |                 |                    |                    |                    |                    |                    |                    |                |                |                |                |                |                |               |               |                 |                 |                 |                 |                 |                 |                |                |                 |                 |                 |                 |                 |                 |                 |                 |                 |                 |              |              |              |              |  |  |                     |                     |                     |                     |                        |                        |                        |                        |                        |                        |          |          |                      |                      |                      |                      |                      |                      |              |              |              |              |                 |                 |                 |                 |                 |                 |                   |                   |                   |                   |                   |                   |               |               |                |                |                |                |                 |                 |                 |                 |                 |                 |                 |                 |                 |                 |  |  |  |  |  |  |  |  |  |  |  |  |  |  |  |  |  |  |  |  |  |  |  |  |  |  |  |  |  |  |  |  |
| Edward Vương tử đen | Edward Vương tử đen | Edward Vương tử đen | Edward Vương tử đen | Edward Vương tử đen | Edward Vương tử đen |  |  | Edmund xứ Langley      | Edmund xứ Langley      | Edmund xứ Langley      | Edmund xứ Langley      | Edmund xứ Langley      | Edmund xứ Langley      |                     |                     |                     |                     |                |                | Lionel của Antwerp   | Lionel của Antwerp | Lionel của Antwerp | Lionel của Antwerp | Lionel của Antwerp | Lionel của Antwerp |                    |                    |                    |                    |             |             |                 |                 |                    |                    |                    |                    |                    |                    |                |                |                |                |                |                |               |               |                 |                 |                 |                 |                 |                 |                |                |                 |                 |                 |                 |                 |                 |                 |                 |                 |                 |              |              |              |              |  |  |                     |                     |                     |                     | John xứ Gaunt          | John xứ Gaunt          | John xứ Gaunt          | John xứ Gaunt          | John xứ Gaunt          | John xứ Gaunt          |          |          |                      |                      |                      |                      |                      |                      |              |              |              |              |                 |                 |                 |                 |                 |                 |                   |                   |                   |                   |                   |                   |               |               |                |                |                |                |                 |                 |                 |                 |                 |                 |                 |                 |                 |                 |  |  |  |  |  |  |  |  |  |  |  |  |  |  |  |  |  |  |  |  |  |  |  |  |  |  |  |  |  |  |  |  |
| Edward Vương tử đen | Edward Vương tử đen | Edward Vương tử đen | Edward Vương tử đen | Edward Vương tử đen | Edward Vương tử đen |  |  | Edmund xứ Langley      | Edmund xứ Langley      | Edmund xứ Langley      | Edmund xứ Langley      | Edmund xứ Langley      | Edmund xứ Langley      |                     |                     |                     |                     |                |                | Lionel của Antwerp   | Lionel của Antwerp | Lionel của Antwerp | Lionel của Antwerp | Lionel của Antwerp | Lionel của Antwerp |                    |                    |                    |                    |             |             |                 |                 |                    |                    |                    |                    |                    |                    |                |                |                |                |                |                |               |               |                 |                 |                 |                 |                 |                 |                |                |                 |                 |                 |                 |                 |                 |                 |                 |                 |                 |              |              |              |              |  |  |                     |                     |                     |                     | John xứ Gaunt          | John xứ Gaunt          | John xứ Gaunt          | John xứ Gaunt          | John xứ Gaunt          | John xứ Gaunt          |          |          |                      |                      |                      |                      |                      |                      |              |              |              |              |                 |                 |                 |                 |                 |                 |                   |                   |                   |                   |                   |                   |               |               |                |                |                |                |                 |                 |                 |                 |                 |                 |                 |                 |                 |                 |  |  |  |  |  |  |  |  |  |  |  |  |  |  |  |  |  |  |  |  |  |  |  |  |  |  |  |  |  |  |  |  |
|                     |                     |                     |                     |                     |                     |  |  |                        |                        |                        |                        |                        |                        |                     |                     |                     |                     |                |                | Philippa Plantagenet |                    |                    |                    |                    |                    |                    |                    |                    |                    |             |             |                 |                 |                    |                    |                    |                    |                    |                    |                |                |                |                |                |                |               |               |                 |                 |                 |                 |                 |                 |                |                |                 |                 |                 |                 |                 |                 |                 |                 |                 |                 |              |              |              |              |  |  |                     |                     |                     |                     |                        |                        |                        |                        |                        |                        |          |          |                      |                      |                      |                      |                      |                      |              |              |              |              |                 |                 |                 |                 |                 |                 |                   |                   |                   |                   |                   |                   |               |               |                |                |                |                |                 |                 |                 |                 |                 |                 |                 |                 |                 |                 |  |  |  |  |  |  |  |  |  |  |  |  |  |  |  |  |  |  |  |  |  |  |  |  |  |  |  |  |  |  |  |  |
|                     |                     |                     |                     |                     |                     |  |  |                        |                        |                        |                        |                        |                        |                     |                     |                     |                     |                |                |                      |                    |                    |                    |                    |                    |                    |                    |                    |                    |             |             |                 |                 |                    |                    |                    |                    |                    |                    |                |                |                |                |                |                |               |               |                 |                 |                 |                 |                 |                 |                |                |                 |                 |                 |                 |                 |                 |                 |                 |                 |                 |              |              |              |              |  |  |                     |                     |                     |                     |                        |                        |                        |                        |                        |                        |          |          |                      |                      |                      |                      |                      |                      |              |              |              |              |                 |                 |                 |                 |                 |                 |                   |                   |                   |                   |                   |                   |               |               |                |                |                |                |                 |                 |                 |                 |                 |                 |                 |                 |                 |                 |  |  |  |  |  |  |  |  |  |  |  |  |  |  |  |  |  |  |  |  |  |  |  |  |  |  |  |  |  |  |  |  |
|                     |                     |                     |                     |                     |                     |  |  |                        |                        |                        |                        |                        |                        |                     |                     |                     |                     |                |                |                      |                    |                    |                    |                    |                    |                    |                    |                    |                    |             |             |                 |                 |                    |                    |                    |                    |                    |                    |                |                |                |                |                |                |               |               |                 |                 |                 |                 |                 |                 |                |                |                 |                 |                 |                 |                 |                 |                 |                 |                 |                 |              |              |              |              |  |  |                     |                     |                     |                     |                        |                        |                        |                        |                        |                        |          |          |                      |                      |                      |                      |                      |                      |              |              |              |              |                 |                 |                 |                 |                 |                 |                   |                   |                   |                   |                   |                   |               |               |                |                |                |                |                 |                 |                 |                 |                 |                 |                 |                 |                 |                 |  |  |  |  |  |  |  |  |  |  |  |  |  |  |  |  |  |  |  |  |  |  |  |  |  |  |  |  |  |  |  |  |
|                     |                     |                     |                     |                     |                     |  |  |                        |                        |                        |                        |                        |                        |                     |                     |                     |                     |                |                |                      |                    |                    |                    |                    |                    |                    |                    |                    |                    |             |             |                 |                 |                    |                    |                    |                    |                    |                    |                |                |                |                |                |                |               |               |                 |                 |                 |                 |                 |                 |                |                |                 |                 |                 |                 |                 |                 |                 |                 |                 |                 |              |              |              |              |  |  |                     |                     |                     |                     |                        |                        |                        |                        |                        |                        |          |          |                      |                      |                      |                      |                      |                      |              |              |              |              |                 |                 |                 |                 |                 |                 |                   |                   |                   |                   |                   |                   |               |               |                |                |                |                |                 |                 |                 |                 |                 |                 |                 |                 |                 |                 |  |  |  |  |  |  |  |  |  |  |  |  |  |  |  |  |  |  |  |  |  |  |  |  |  |  |  |  |  |  |  |  |
| Richard II          | Richard II          | Richard II          | Richard II          | Richard II          | Richard II          |  |  |                        |                        |                        |                        |                        |                        |                     |                     | Roger Mortimer      | Roger Mortimer      | Roger Mortimer | Roger Mortimer | Roger Mortimer       | Roger Mortimer     |                    |                    | Elizabeth Mortimer | Elizabeth Mortimer | Elizabeth Mortimer | Elizabeth Mortimer | Elizabeth Mortimer | Elizabeth Mortimer |             |             |                 |                 |                    |                    |                    |                    |                    |                    |                |                |                |                |                |                | Joan Beaufort | Joan Beaufort | Joan Beaufort   | Joan Beaufort   | Joan Beaufort   | Joan Beaufort   |                 |                 |                |                |                 |                 |                 |                 |                 |                 |                 |                 |                 |                 |              |              |              |              |  |  |                     |                     |                     |                     | Henry IV Bolingbroke   | Henry IV Bolingbroke   | Henry IV Bolingbroke   | Henry IV Bolingbroke   | Henry IV Bolingbroke   | Henry IV Bolingbroke   |          |          |                      |                      |                      |                      |                      |                      |              |              |              |              |                 |                 |                 |                 |                 |                 |                   |                   |                   |                   |                   |                   | John Beaufort | John Beaufort | John Beaufort  | John Beaufort  | John Beaufort  | John Beaufort  |                 |                 |                 |                 |                 |                 |                 |                 |                 |                 |  |  |  |  |  |  |  |  |  |  |  |  |  |  |  |  |  |  |  |  |  |  |  |  |  |  |  |  |  |  |  |  |
| Richard II          | Richard II          | Richard II          | Richard II          | Richard II          | Richard II          |  |  |                        |                        |                        |                        |                        |                        |                     |                     | Roger Mortimer      | Roger Mortimer      | Roger Mortimer | Roger Mortimer | Roger Mortimer       | Roger Mortimer     |                    |                    | Elizabeth Mortimer | Elizabeth Mortimer | Elizabeth Mortimer | Elizabeth Mortimer | Elizabeth Mortimer | Elizabeth Mortimer |             |             |                 |                 |                    |                    |                    |                    |                    |                    |                |                |                |                |                |                | Joan Beaufort | Joan Beaufort | Joan Beaufort   | Joan Beaufort   | Joan Beaufort   | Joan Beaufort   |                 |                 |                |                |                 |                 |                 |                 |                 |                 |                 |                 |                 |                 |              |              |              |              |  |  |                     |                     |                     |                     | Henry IV Bolingbroke   | Henry IV Bolingbroke   | Henry IV Bolingbroke   | Henry IV Bolingbroke   | Henry IV Bolingbroke   | Henry IV Bolingbroke   |          |          |                      |                      |                      |                      |                      |                      |              |              |              |              |                 |                 |                 |                 |                 |                 |                   |                   |                   |                   |                   |                   | John Beaufort | John Beaufort | John Beaufort  | John Beaufort  | John Beaufort  | John Beaufort  |                 |                 |                 |                 |                 |                 |                 |                 |                 |                 |  |  |  |  |  |  |  |  |  |  |  |  |  |  |  |  |  |  |  |  |  |  |  |  |  |  |  |  |  |  |  |  |
|                     |                     |                     |                     |                     |                     |  |  |                        |                        |                        |                        |                        |                        |                     |                     |                     |                     |                |                |                      |                    |                    |                    |                    |                    |                    |                    |                    |                    |             |             |                 |                 |                    |                    |                    |                    |                    |                    |                |                |                |                |                |                |               |               |                 |                 |                 |                 |                 |                 |                |                |                 |                 |                 |                 |                 |                 |                 |                 |                 |                 |              |              |              |              |  |  |                     |                     |                     |                     |                        |                        |                        |                        |                        |                        |          |          |                      |                      |                      |                      |                      |                      |              |              |              |              |                 |                 |                 |                 |                 |                 |                   |                   |                   |                   |                   |                   |               |               |                |                |                |                |                 |                 |                 |                 |                 |                 |                 |                 |                 |                 |  |  |  |  |  |  |  |  |  |  |  |  |  |  |  |  |  |  |  |  |  |  |  |  |  |  |  |  |  |  |  |  |
|                     |                     |                     |                     |                     |                     |  |  | Richard của Conisburgh | Richard của Conisburgh | Richard của Conisburgh | Richard của Conisburgh | Richard của Conisburgh | Richard của Conisburgh |                     |                     | Anne Mortimer       | Anne Mortimer       | Anne Mortimer  | Anne Mortimer  | Anne Mortimer        | Anne Mortimer      |                    |                    | Henry Percy        | Henry Percy        | Henry Percy        | Henry Percy        | Henry Percy        | Henry Percy        |             |             | Eleanor Neville | Eleanor Neville | Eleanor Neville    | Eleanor Neville    | Eleanor Neville    | Eleanor Neville    |                    |                    |                |                |                |                |                |                |               |               | William Neville | William Neville | William Neville | William Neville | William Neville | William Neville |                |                |                 |                 |                 |                 | Richard Neville | Richard Neville | Richard Neville | Richard Neville | Richard Neville | Richard Neville |              |              |              |              |  |  |                     |                     |                     |                     | Henry V                | Henry V                | Henry V                | Henry V                | Henry V                | Henry V                |          |          | Catherine của Valois | Catherine của Valois | Catherine của Valois | Catherine của Valois | Catherine của Valois | Catherine của Valois |              |              | Owen Tudor   | Owen Tudor   | Owen Tudor      | Owen Tudor      | Owen Tudor      | Owen Tudor      |                 |                 | John Beaufort     | John Beaufort     | John Beaufort     | John Beaufort     | John Beaufort     | John Beaufort     |               |               |                |                |                |                | Edmund Beaufort | Edmund Beaufort | Edmund Beaufort | Edmund Beaufort | Edmund Beaufort | Edmund Beaufort |                 |                 |                 |                 |  |  |  |  |  |  |  |  |  |  |  |  |  |  |  |  |  |  |  |  |  |  |  |  |  |  |  |  |  |  |  |  |
|                     |                     |                     |                     |                     |                     |  |  | Richard của Conisburgh | Richard của Conisburgh | Richard của Conisburgh | Richard của Conisburgh | Richard của Conisburgh | Richard của Conisburgh |                     |                     | Anne Mortimer       | Anne Mortimer       | Anne Mortimer  | Anne Mortimer  | Anne Mortimer        | Anne Mortimer      |                    |                    | Henry Percy        | Henry Percy        | Henry Percy        | Henry Percy        | Henry Percy        | Henry Percy        |             |             | Eleanor Neville | Eleanor Neville | Eleanor Neville    | Eleanor Neville    | Eleanor Neville    | Eleanor Neville    |                    |                    |                |                |                |                |                |                |               |               | William Neville | William Neville | William Neville | William Neville | William Neville | William Neville |                |                |                 |                 |                 |                 | Richard Neville | Richard Neville | Richard Neville | Richard Neville | Richard Neville | Richard Neville |              |              |              |              |  |  |                     |                     |                     |                     | Henry V                | Henry V                | Henry V                | Henry V                | Henry V                | Henry V                |          |          | Catherine của Valois | Catherine của Valois | Catherine của Valois | Catherine của Valois | Catherine của Valois | Catherine của Valois |              |              | Owen Tudor   | Owen Tudor   | Owen Tudor      | Owen Tudor      | Owen Tudor      | Owen Tudor      |                 |                 | John Beaufort     | John Beaufort     | John Beaufort     | John Beaufort     | John Beaufort     | John Beaufort     |               |               |                |                |                |                | Edmund Beaufort | Edmund Beaufort | Edmund Beaufort | Edmund Beaufort | Edmund Beaufort | Edmund Beaufort |                 |                 |                 |                 |  |  |  |  |  |  |  |  |  |  |  |  |  |  |  |  |  |  |  |  |  |  |  |  |  |  |  |  |  |  |  |  |
|                     |                     |                     |                     |                     |                     |  |  |                        |                        |                        |                        |                        |                        |                     |                     |                     |                     |                |                |                      |                    |                    |                    |                    |                    |                    |                    |                    |                    |             |             |                 |                 |                    |                    |                    |                    |                    |                    |                |                |                |                |                |                |               |               |                 |                 |                 |                 |                 |                 |                |                |                 |                 |                 |                 |                 |                 |                 |                 |                 |                 |              |              |              |              |  |  |                     |                     |                     |                     |                        |                        |                        |                        |                        |                        |          |          |                      |                      |                      |                      |                      |                      |              |              |              |              |                 |                 |                 |                 |                 |                 |                   |                   |                   |                   |                   |                   |               |               |                |                |                |                |                 |                 |                 |                 |                 |                 |                 |                 |                 |                 |  |  |  |  |  |  |  |  |  |  |  |  |  |  |  |  |  |  |  |  |  |  |  |  |  |  |  |  |  |  |  |  |
|                     |                     |                     |                     |                     |                     |  |  |                        |                        |                        |                        |                        |                        |                     |                     |                     |                     |                |                |                      |                    |                    |                    |                    |                    |                    |                    |                    |                    |             |             |                 |                 |                    |                    |                    |                    |                    |                    |                |                |                |                |                |                |               |               |                 |                 |                 |                 |                 |                 |                |                |                 |                 |                 |                 |                 |                 |                 |                 |                 |                 |              |              |              |              |  |  |                     |                     |                     |                     |                        |                        |                        |                        |                        |                        |          |          |                      |                      |                      |                      |                      |                      |              |              |              |              |                 |                 |                 |                 |                 |                 |                   |                   |                   |                   |                   |                   |               |               |                |                |                |                |                 |                 |                 |                 |                 |                 |                 |                 |                 |                 |  |  |  |  |  |  |  |  |  |  |  |  |  |  |  |  |  |  |  |  |  |  |  |  |  |  |  |  |  |  |  |  |
|                     |                     |                     |                     |                     |                     |  |  |                        |                        |                        |                        | Richard Plantagenet    | Richard Plantagenet    | Richard Plantagenet | Richard Plantagenet | Richard Plantagenet | Richard Plantagenet |                |                |                      |                    |                    |                    |                    |                    |                    |                    | Henry Percy        | Henry Percy        | Henry Percy | Henry Percy | Henry Percy     | Henry Percy     |                    |                    |                    |                    |                    |                    | Cecily Neville | Cecily Neville | Cecily Neville | Cecily Neville | Cecily Neville | Cecily Neville |               |               | Thomas Neville  | Thomas Neville  | Thomas Neville  | Thomas Neville  | Thomas Neville  | Thomas Neville  |                |                | Richard Neville | Richard Neville | Richard Neville | Richard Neville | Richard Neville | Richard Neville |                 |                 | John Neville    | John Neville    | John Neville | John Neville | John Neville | John Neville |  |  | Marguerite xứ Anjou | Marguerite xứ Anjou | Marguerite xứ Anjou | Marguerite xứ Anjou | Marguerite xứ Anjou    | Marguerite xứ Anjou    |                        |                        | Henry VI               | Henry VI               | Henry VI | Henry VI | Henry VI             | Henry VI             |                      |                      | Edmund Tudor         | Edmund Tudor         | Edmund Tudor | Edmund Tudor | Edmund Tudor | Edmund Tudor |                 |                 |                 |                 |                 |                 | Margaret Beaufort | Margaret Beaufort | Margaret Beaufort | Margaret Beaufort | Margaret Beaufort | Margaret Beaufort |               |               | Henry Beaufort | Henry Beaufort | Henry Beaufort | Henry Beaufort | Henry Beaufort  | Henry Beaufort  |                 |                 | Edmund Beaufort | Edmund Beaufort | Edmund Beaufort | Edmund Beaufort | Edmund Beaufort | Edmund Beaufort |  |  |  |  |  |  |  |  |  |  |  |  |  |  |  |  |  |  |  |  |  |  |  |  |  |  |  |  |  |  |  |  |
|                     |                     |                     |                     |                     |                     |  |  |                        |                        |                        |                        | Richard Plantagenet    | Richard Plantagenet    | Richard Plantagenet | Richard Plantagenet | Richard Plantagenet | Richard Plantagenet |                |                |                      |                    |                    |                    |                    |                    |                    |                    | Henry Percy        | Henry Percy        | Henry Percy | Henry Percy | Henry Percy     | Henry Percy     |                    |                    |                    |                    |                    |                    | Cecily Neville | Cecily Neville | Cecily Neville | Cecily Neville | Cecily Neville | Cecily Neville |               |               | Thomas Neville  | Thomas Neville  | Thomas Neville  | Thomas Neville  | Thomas Neville  | Thomas Neville  |                |                | Richard Neville | Richard Neville | Richard Neville | Richard Neville | Richard Neville | Richard Neville |                 |                 | John Neville    | John Neville    | John Neville | John Neville | John Neville | John Neville |  |  | Marguerite xứ Anjou | Marguerite xứ Anjou | Marguerite xứ Anjou | Marguerite xứ Anjou | Marguerite xứ Anjou    | Marguerite xứ Anjou    |                        |                        | Henry VI               | Henry VI               | Henry VI | Henry VI | Henry VI             | Henry VI             |                      |                      | Edmund Tudor         | Edmund Tudor         | Edmund Tudor | Edmund Tudor | Edmund Tudor | Edmund Tudor |                 |                 |                 |                 |                 |                 | Margaret Beaufort | Margaret Beaufort | Margaret Beaufort | Margaret Beaufort | Margaret Beaufort | Margaret Beaufort |               |               | Henry Beaufort | Henry Beaufort | Henry Beaufort | Henry Beaufort | Henry Beaufort  | Henry Beaufort  |                 |                 | Edmund Beaufort | Edmund Beaufort | Edmund Beaufort | Edmund Beaufort | Edmund Beaufort | Edmund Beaufort |  |  |  |  |  |  |  |  |  |  |  |  |  |  |  |  |  |  |  |  |  |  |  |  |  |  |  |  |  |  |  |  |
|                     |                     |                     |                     |                     |                     |  |  |                        |                        |                        |                        |                        |                        |                     |                     |                     |                     |                |                |                      |                    |                    |                    |                    |                    |                    |                    |                    |                    |             |             |                 |                 |                    |                    |                    |                    |                    |                    |                |                |                |                |                |                |               |               |                 |                 |                 |                 |                 |                 |                |                |                 |                 |                 |                 |                 |                 |                 |                 |                 |                 |              |              |              |              |  |  |                     |                     |                     |                     |                        |                        |                        |                        |                        |                        |          |          |                      |                      |                      |                      |                      |                      |              |              |              |              |                 |                 |                 |                 |                 |                 |                   |                   |                   |                   |                   |                   |               |               |                |                |                |                |                 |                 |                 |                 |                 |                 |                 |                 |                 |                 |  |  |  |  |  |  |  |  |  |  |  |  |  |  |  |  |  |  |  |  |  |  |  |  |  |  |  |  |  |  |  |  |
|                     |                     |                     |                     |                     |                     |  |  |                        |                        |                        |                        |                        |                        |                     |                     |                     |                     |                |                |                      |                    |                    |                    |                    |                    |                    |                    |                    |                    |             |             |                 |                 |                    |                    |                    |                    |                    |                    |                |                |                |                |                |                |               |               |                 |                 |                 |                 |                 |                 |                |                |                 |                 |                 |                 |                 |                 |                 |                 |                 |                 |              |              |              |              |  |  |                     |                     |                     |                     |                        |                        |                        |                        |                        |                        |          |          |                      |                      |                      |                      |                      |                      |              |              |              |              |                 |                 |                 |                 |                 |                 |                   |                   |                   |                   |                   |                   |               |               |                |                |                |                |                 |                 |                 |                 |                 |                 |                 |                 |                 |                 |  |  |  |  |  |  |  |  |  |  |  |  |  |  |  |  |  |  |  |  |  |  |  |  |  |  |  |  |  |  |  |  |
|                     |                     |                     |                     |                     |                     |  |  |                        |                        |                        |                        |                        |                        |                     |                     |                     |                     | Edward IV      | Edward IV      | Edward IV            | Edward IV          | Edward IV          | Edward IV          |                    |                    | Richard III        | Richard III        | Richard III        | Richard III        | Richard III | Richard III |                 |                 | George Plantagenet | George Plantagenet | George Plantagenet | George Plantagenet | George Plantagenet | George Plantagenet |                |                |                |                |                |                |               |               |                 |                 |                 |                 | Isabel Neville  | Isabel Neville  | Isabel Neville | Isabel Neville | Isabel Neville  | Isabel Neville  |                 |                 | Anne Neville    | Anne Neville    | Anne Neville    | Anne Neville    | Anne Neville    | Anne Neville    |              |              |              |              |  |  |                     |                     |                     |                     | Edward của Westminster | Edward của Westminster | Edward của Westminster | Edward của Westminster | Edward của Westminster | Edward của Westminster |          |          |                      |                      |                      |                      |                      |                      |              |              |              |              |                 |                 |                 |                 |                 |                 |                   |                   |                   |                   |                   |                   |               |               |                |                |                |                |                 |                 |                 |                 |                 |                 |                 |                 |                 |                 |  |  |  |  |  |  |  |  |  |  |  |  |  |  |  |  |  |  |  |  |  |  |  |  |  |  |  |  |  |  |  |  |
|                     |                     |                     |                     |                     |                     |  |  |                        |                        |                        |                        |                        |                        |                     |                     |                     |                     | Edward IV      | Edward IV      | Edward IV            | Edward IV          | Edward IV          | Edward IV          |                    |                    | Richard III        | Richard III        | Richard III        | Richard III        | Richard III | Richard III |                 |                 | George Plantagenet | George Plantagenet | George Plantagenet | George Plantagenet | George Plantagenet | George Plantagenet |                |                |                |                |                |                |               |               |                 |                 |                 |                 | Isabel Neville  | Isabel Neville  | Isabel Neville | Isabel Neville | Isabel Neville  | Isabel Neville  |                 |                 | Anne Neville    | Anne Neville    | Anne Neville    | Anne Neville    | Anne Neville    | Anne Neville    |              |              |              |              |  |  |                     |                     |                     |                     | Edward của Westminster | Edward của Westminster | Edward của Westminster | Edward của Westminster | Edward của Westminster | Edward của Westminster |          |          |                      |                      |                      |                      |                      |                      |              |              |              |              |                 |                 |                 |                 |                 |                 |                   |                   |                   |                   |                   |                   |               |               |                |                |                |                |                 |                 |                 |                 |                 |                 |                 |                 |                 |                 |  |  |  |  |  |  |  |  |  |  |  |  |  |  |  |  |  |  |  |  |  |  |  |  |  |  |  |  |  |  |  |  |
|                     |                     |                     |                     |                     |                     |  |  |                        |                        |                        |                        |                        |                        |                     |                     |                     |                     |                |                |                      |                    |                    |                    |                    |                    |                    |                    |                    |                    |             |             |                 |                 |                    |                    |                    |                    |                    |                    |                |                |                |                |                |                |               |               |                 |                 |                 |                 |                 |                 |                |                |                 |                 |                 |                 |                 |                 |                 |                 |                 |                 |              |              |              |              |  |  |                     |                     |                     |                     |                        |                        |                        |                        |                        |                        |          |          |                      |                      |                      |                      |                      |                      |              |              |              |              |                 |                 |                 |                 |                 |                 |                   |                   |                   |                   |                   |                   |               |               |                |                |                |                |                 |                 |                 |                 |                 |                 |                 |                 |                 |                 |  |  |  |  |  |  |  |  |  |  |  |  |  |  |  |  |  |  |  |  |  |  |  |  |  |  |  |  |  |  |  |  |
|                     |                     |                     |                     |                     |                     |  |  |                        |                        |                        |                        |                        |                        |                     |                     |                     |                     |                |                |                      |                    |                    |                    |                    |                    |                    |                    |                    |                    |             |             |                 |                 |                    |                    |                    |                    |                    |                    |                |                |                |                |                |                |               |               |                 |                 |                 |                 |                 |                 |                |                |                 |                 |                 |                 |                 |                 |                 |                 |                 |                 |              |              |              |              |  |  |                     |                     |                     |                     |                        |                        |                        |                        |                        |                        |          |          |                      |                      |                      |                      |                      |                      |              |              |              |              |                 |                 |                 |                 |                 |                 |                   |                   |                   |                   |                   |                   |               |               |                |                |                |                |                 |                 |                 |                 |                 |                 |                 |                 |                 |                 |  |  |  |  |  |  |  |  |  |  |  |  |  |  |  |  |  |  |  |  |  |  |  |  |  |  |  |  |  |  |  |  |
|                     |                     |                     |                     |                     |                     |  |  |                        |                        |                        |                        |                        |                        | Edward V            | Edward V            | Edward V            | Edward V            | Edward V       | Edward V       |                      |                    | Elizabeth xứ York  | Elizabeth xứ York  | Elizabeth xứ York  | Elizabeth xứ York  | Elizabeth xứ York  | Elizabeth xứ York  |                    |                    |             |             |                 |                 |                    |                    |                    |                    |                    |                    |                |                |                |                |                |                |               |               |                 |                 |                 |                 |                 |                 |                |                |                 |                 |                 |                 |                 |                 |                 |                 |                 |                 |              |              |              |              |  |  |                     |                     |                     |                     |                        |                        |                        |                        |                        |                        |          |          |                      |                      |                      |                      |                      |                      |              |              |              |              | Henry VII Tudor | Henry VII Tudor | Henry VII Tudor | Henry VII Tudor | Henry VII Tudor | Henry VII Tudor |                   |                   |                   |                   |                   |                   |               |               |                |                |                |                |                 |                 |                 |                 |                 |                 |                 |                 |                 |                 |  |  |  |  |  |  |  |  |  |  |  |  |  |  |  |  |  |  |  |  |  |  |  |  |  |  |  |  |  |  |  |  |
|                     |                     |                     |                     |                     |                     |  |  |                        |                        |                        |                        |                        |                        | Edward V            | Edward V            | Edward V            | Edward V            | Edward V       | Edward V       |                      |                    | Elizabeth xứ York  | Elizabeth xứ York  | Elizabeth xứ York  | Elizabeth xứ York  | Elizabeth xứ York  | Elizabeth xứ York  |                    |                    |             |             |                 |                 |                    |                    |                    |                    |                    |                    |                |                |                |                |                |                |               |               |                 |                 |                 |                 |                 |                 |                |                |                 |                 |                 |                 |                 |                 |                 |                 |                 |                 |              |              |              |              |  |  |                     |                     |                     |                     |                        |                        |                        |                        |                        |                        |          |          |                      |                      |                      |                      |                      |                      |              |              |              |              | Henry VII Tudor | Henry VII Tudor | Henry VII Tudor | Henry VII Tudor | Henry VII Tudor | Henry VII Tudor |                   |                   |                   |                   |                   |                   |               |               |                |                |                |                |                 |                 |                 |                 |                 |                 |                 |                 |                 |                 |  |  |  |  |  |  |  |  |  |  |  |  |  |  |  |  |  |  |  |  |  |  |  |  |  |  |  |  |  |  |  |  |
|                     |                     |                     |                     |                     |                     |  |  |                        |                        |                        |                        |                        |                        |                     |                     |                     |                     |                |                |                      |                    |                    |                    |                    |                    |                    |                    |                    |                    |             |             |                 |                 |                    |                    |                    |                    |                    |                    |                |                |                |                |                |                |               |               |                 |                 |                 |                 |                 |                 |                |                |                 |                 | Nhà Tudor       |                 |                 |                 |                 |                 |                 |                 |              |              |              |              |  |  |                     |                     |                     |                     |                        |                        |                        |                        |                        |                        |          |          |                      |                      |                      |                      |                      |                      |              |              |              |              |                 |                 |                 |                 |                 |                 |                   |                   |                   |                   |                   |                   |               |               |                |                |                |                |                 |                 |                 |                 |                 |                 |                 |                 |                 |                 |  |  |  |  |  |  |  |  |  |  |  |  |  |  |  |  |  |  |  |  |  |  |  |  |  |  |  |  |  |  |  |  |